# Nasenschild

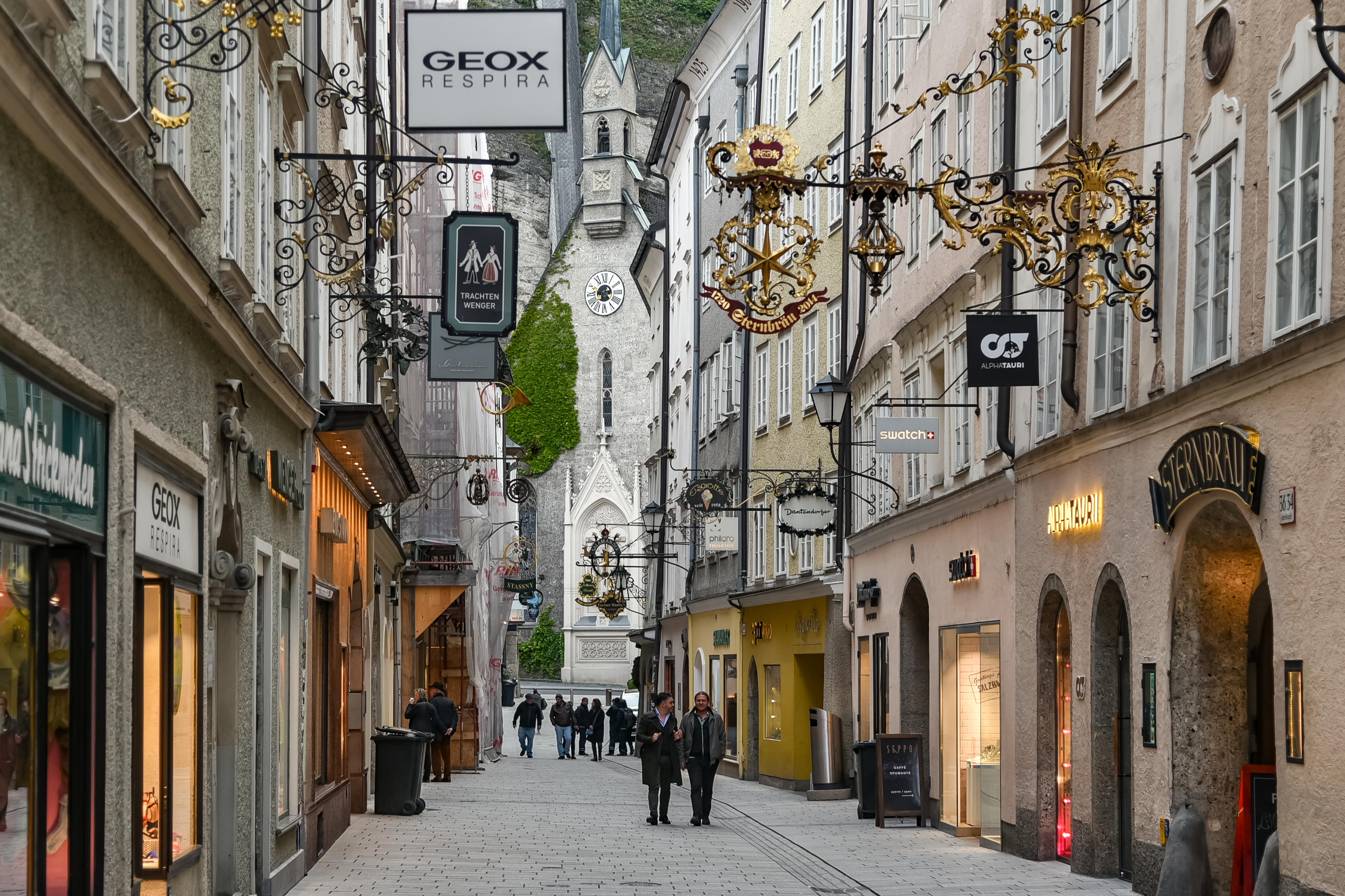
Die Getreidegasse in Salzburg mit vielen traditionellen Zunftschildern

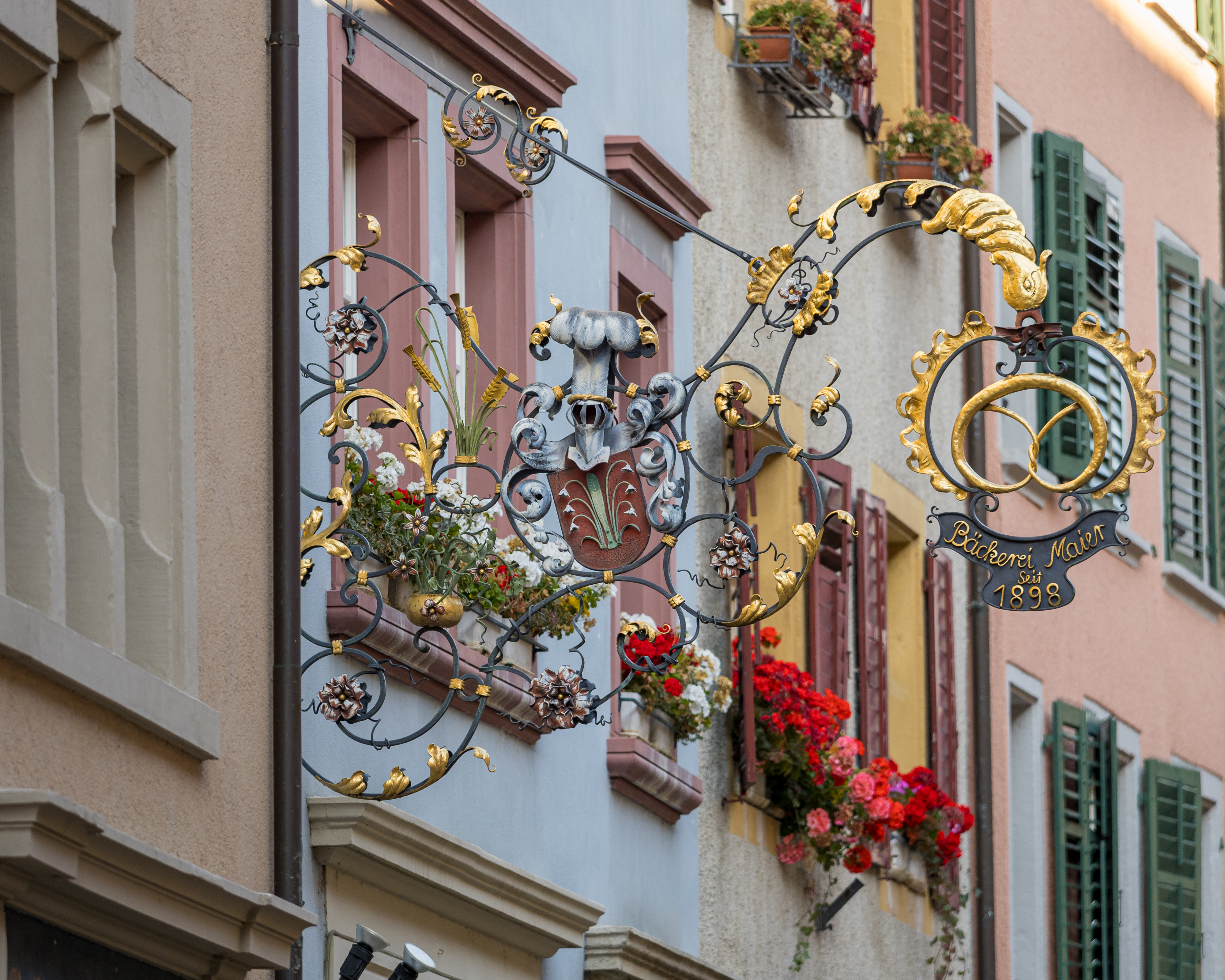
Bäckerei in Laufenburg, Aargau

Das Nasenschild, auch Ausleger oder Stechschild, ist eine traditionelle Form der Werbung. Es handelt sich dabei um ein Werbeschild, das an der Hauswand einer Gaststätte oder eines Geschäfts verankert wird und rechtwinklig, wie die Nase aus dem Gesicht, vom Haus in den Straßenraum ragt.  Es gilt als geeignet, Passanten auf ein Geschäft aufmerksam zu machen und ist so gestaltet, dass sein Kennzeichen von beiden Seiten gut zu sehen ist.
Heute werden auch Informationsschilder wie Behördenschilder oder Sicherheitskennzeichen, die rechtwinklig an eine Wand montiert werden, als Nasenschilder bezeichnet. 
Gelegentlich verwendet man für Nasenschilder auch die Bezeichnung Aushängeschild, die aber zumeist im übertragenen Sinn für etwas (oder eine Person) gebraucht wird, das (die) als besonderes Symbol für eine Institution oder Organisation fungiert.

## Geschichte
Seit dem Mittelalter wiesen die Gasthäuser die Passanten mit einem über der Tür aufgehängten Blätterkranz auf ihre Funktion hin.
Im deutschsprachigen Raum wurden Nasenschilder oft von Schmieden mit erheblichem kunsthandwerklichem Aufwand aus Eisen hergestellt. Auf das beworbene Handwerk oder das Angebot eines Kaufmannes wird nicht mit Text, sondern mit Bildzeichen – zum Beispiel Zunftzeichen – aufmerksam gemacht. In vielen Städten war die Anbringung eines solchen Zeichens von einer Genehmigung der Zunft oder des Rats abhängig. 
Gastwirtschaften mit traditionellen Namen wie „Zum Hirsch“, „Zum Bären“ oder „Zur Post“ machten und machen ebenfalls mit einer bildlichen Repräsentation ihres Namens auf sich aufmerksam.
Auch noch in der Zeit, in der Emailleschilder modern wurden, wurden weiterhin Nasenschilder als Werbeträger eingesetzt. Seit der zweiten Hälfte des 19. Jahrhunderts erlebten die traditionellen Nasenschilder jedoch vielerorts eine zunehmende Verdrängung durch gemalte Ladenschilder und schließlich, seit dem 20. Jahrhundert, durch Leuchtreklamen. Gleichzeitig setzte jedoch das historische Interesse an ihnen ein und sie wurden von interessierten Sammlern und Museen erworben. Auch die Denkmalpflege kümmert sich um den Erhalt bzw. die Wiederherstellung historischer Nasenschilder.

## Technik
Nasenschilder üben je nach Schwerpunktlage und Eigenmasse ein hohes Drehmoment auf die Befestigung aus. Wenn sich dieses Moment auf eine hohe Befestigungsbasis abstützen kann, sind die Zugkräfte auf die oberen Befestigungsschrauben geringer. Auch die Windkräfte sind bei Sturm beträchtlich und die Befestigungsbasis oft schmal. Eine Tafel, die an zwei Ösen vom Ausleger abgehängt ist, kann bei Wind seitlich ausschwenken, was die Windkraft reduziert. Auch ein hoher Wagen, der daran anstößt, richtet weniger Schaden an.
In Graz ist auch folgende alte Montageart zu sehen: An der Hauswand sind übereinander zwei Eisen eingemauert, von denen jeweils nur ein kleiner Ring oder eine – ebenfalls oben offene – Bandschlinge vorsteht. In deren Öffnungen haken senkrecht von oben zwei geknickte Rundeisen des Schildes ein und bilden so ein Scharnier, an dem das Nasenschild bei Bedarf – etwa Vorbeifahrt eines großen Wagens oder Anlegen eines Baugerüsts – seitlich zur Wand hin geklappt werden kann. Um den Ausleger im rechten Winkel auszuspreizen, dient eine waagrechte Strebe im Winkel von etwa 45° zu einem dritten, an der Hauswand seitlich liegenden Ring – eine sehr windfeste Konstruktion. Diese Art der Befestigung bietet auch die Möglichkeit, ein Schild „einzuklappen“ wenn das zugehörige Geschäft oder Gasthaus geschlossen ist.

## Nasenschilder heute
Jahrzehntelang ließen Haus- oder Geschäftsbesitzer traditionelle Nasenschilder verrosten und abmontieren. Seit Kunstschmiedearbeiten auf gesteigertes Interesse stoßen, gibt es eine Wiederkehr der Nasenschilder. Alte Nasenschilder werden restauriert und teilweise neue in Auftrag gegeben, wenn auch mehr von Gastwirtschaften und Hotels, vor allem in Altstadtlagen oder in historischen Dorfkernen, als von Geschäften und Handwerkern.
Diese Renaissance wird auch dadurch erleichtert, dass Ortssatzungen zum Schutz historischer Ortskerne oft Nasenschilder in traditioneller Ausführung zulassen, andere Außenwerbung jedoch weitgehend verbieten oder einschränken.

## Galerie von Nasenschildern

Gastronomie, Wirtshausschilder
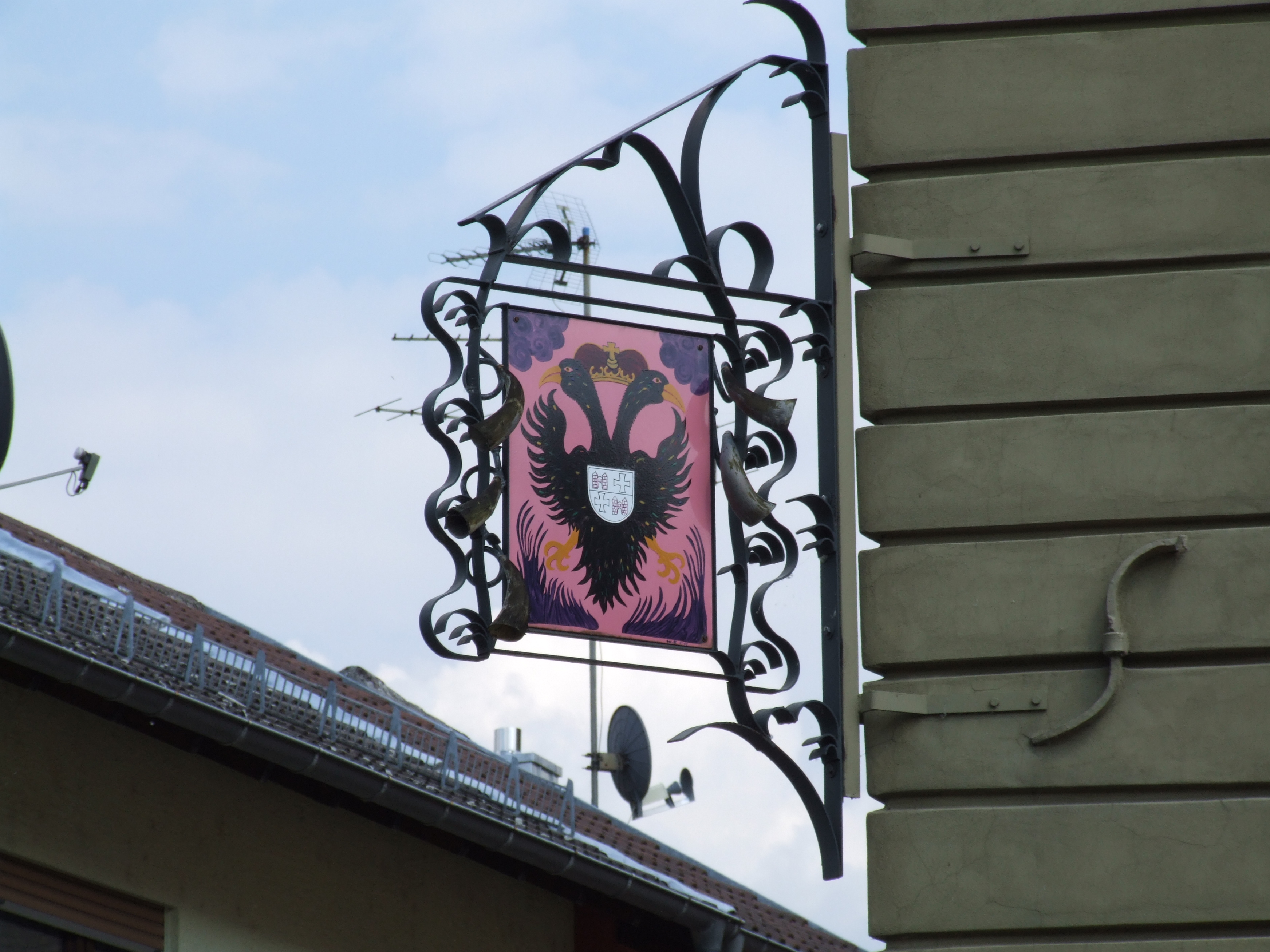
Nasenschild an der Alten Post, Rheinhausen
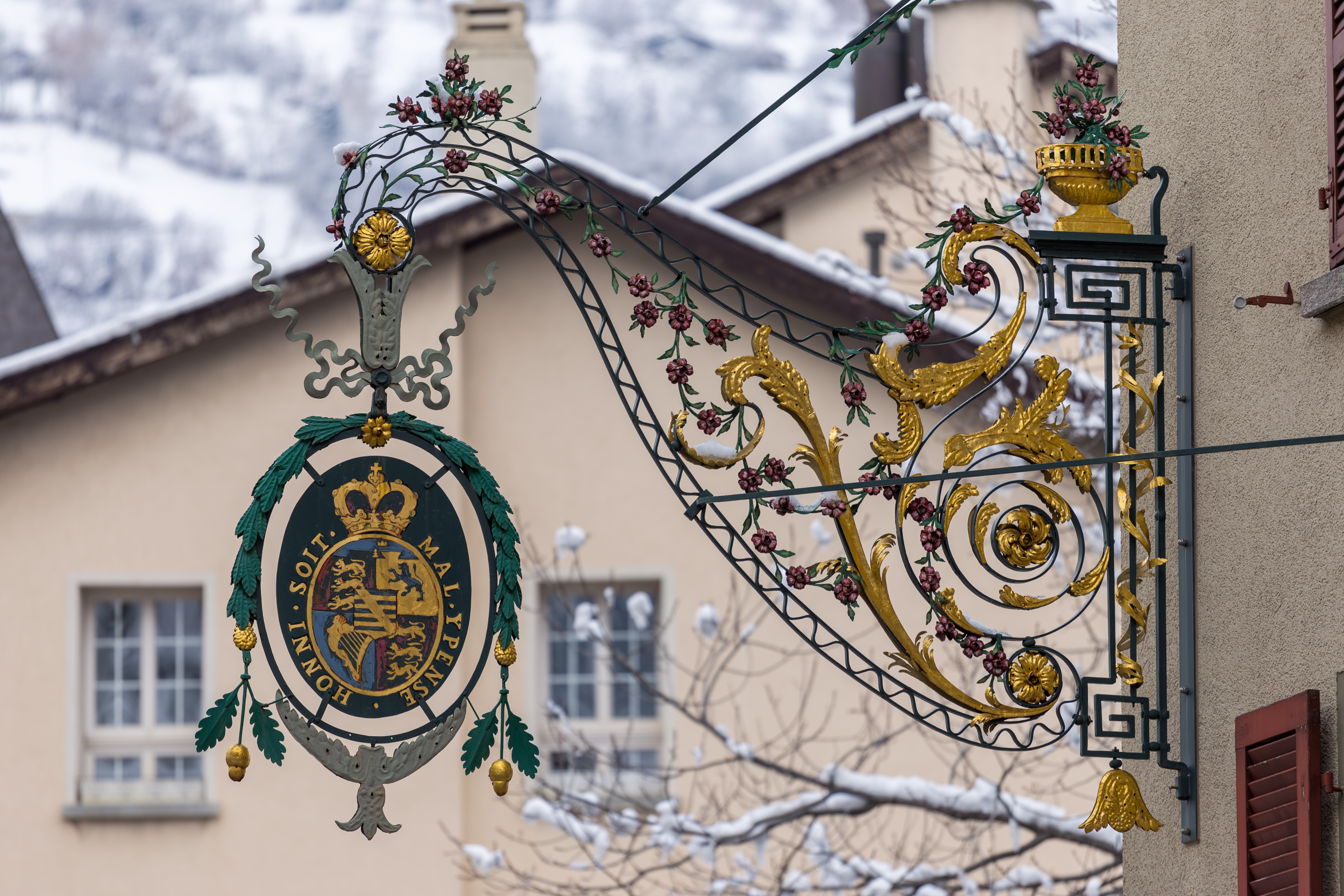
Restaurant Angleterre in Brig, Wallis
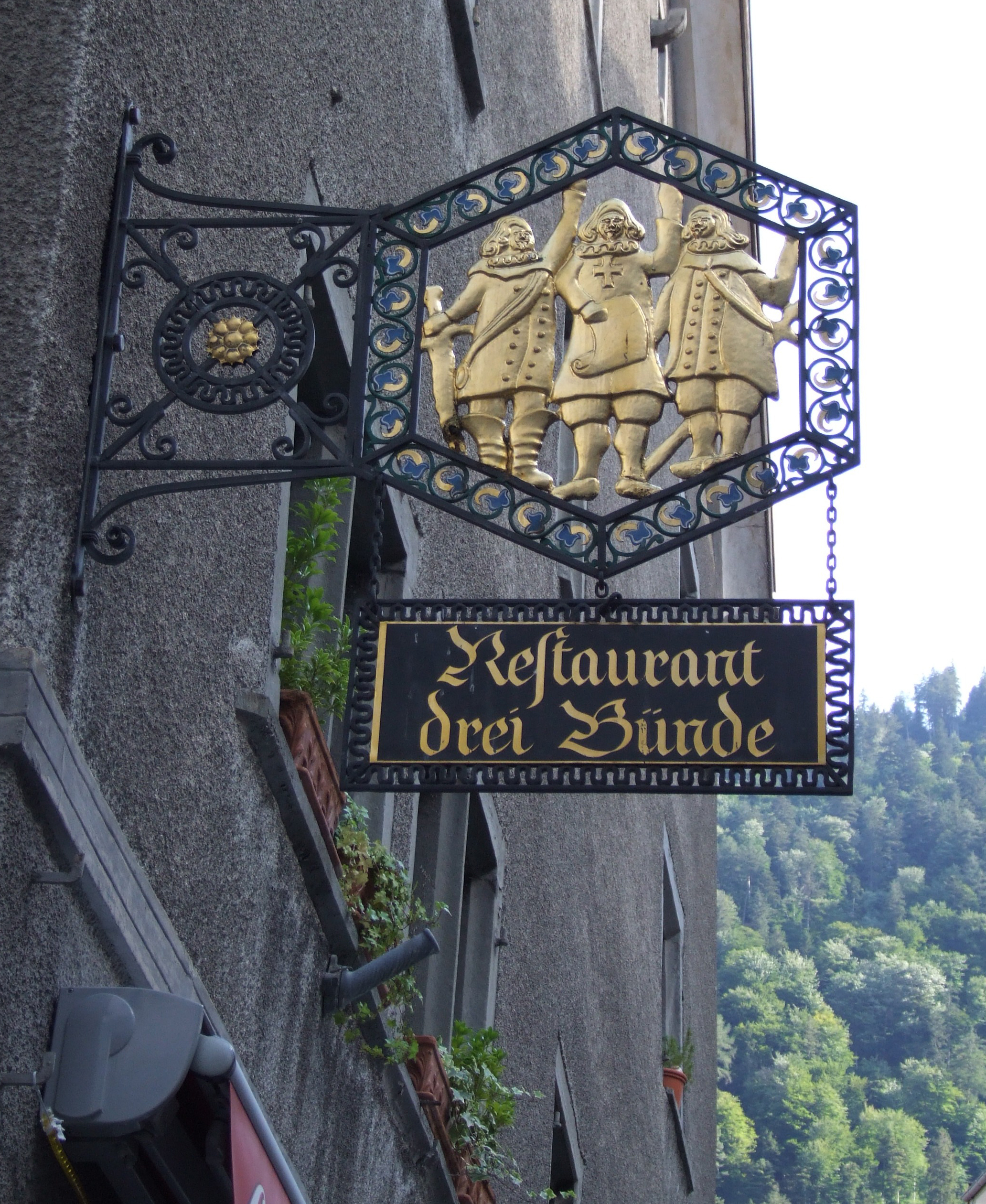
Restaurant Drei Bünde in Chur
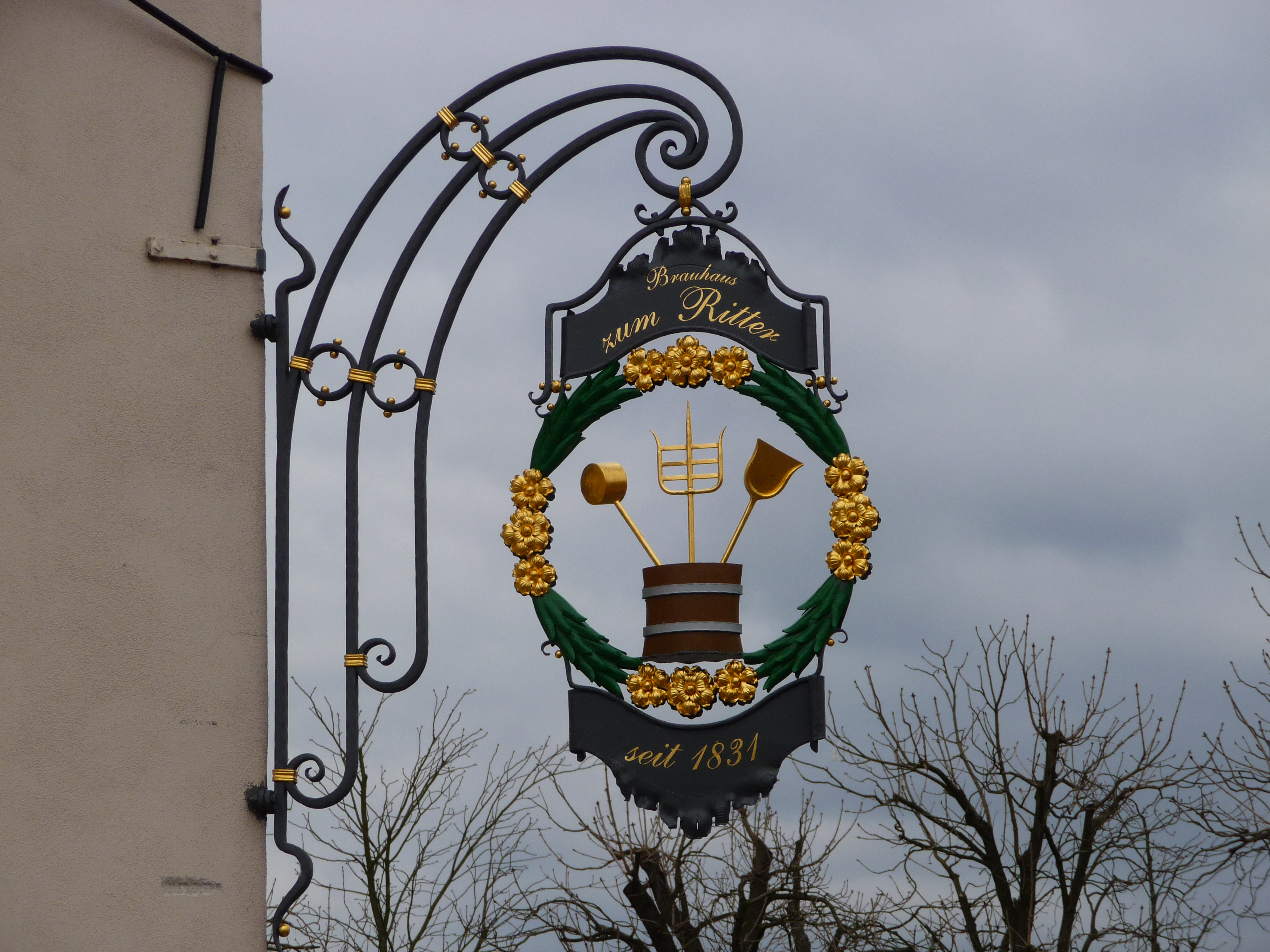
Brauhaus zum Ritter in Schwetzingen
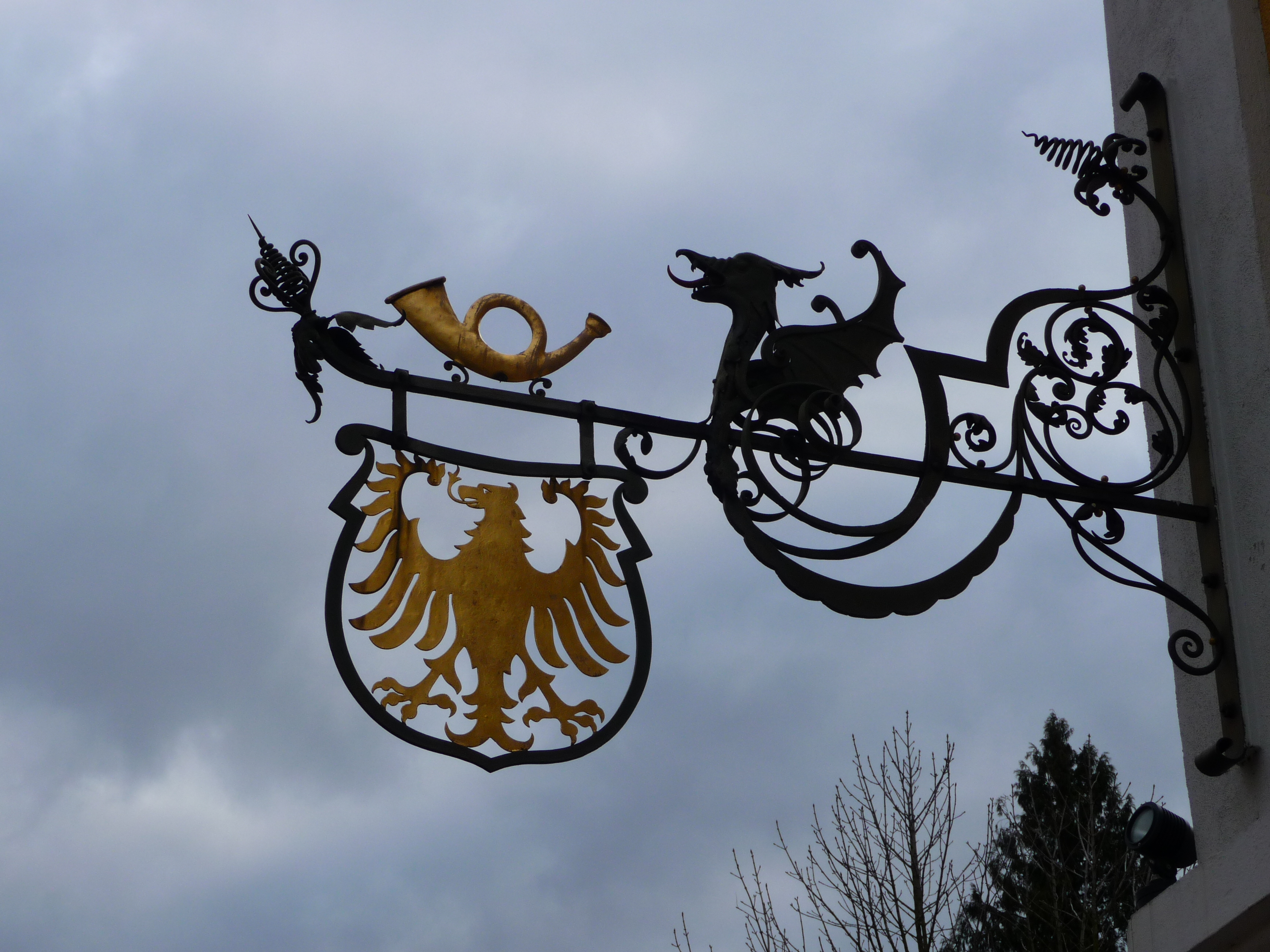
Hotel Adler Post in Schwetzingen
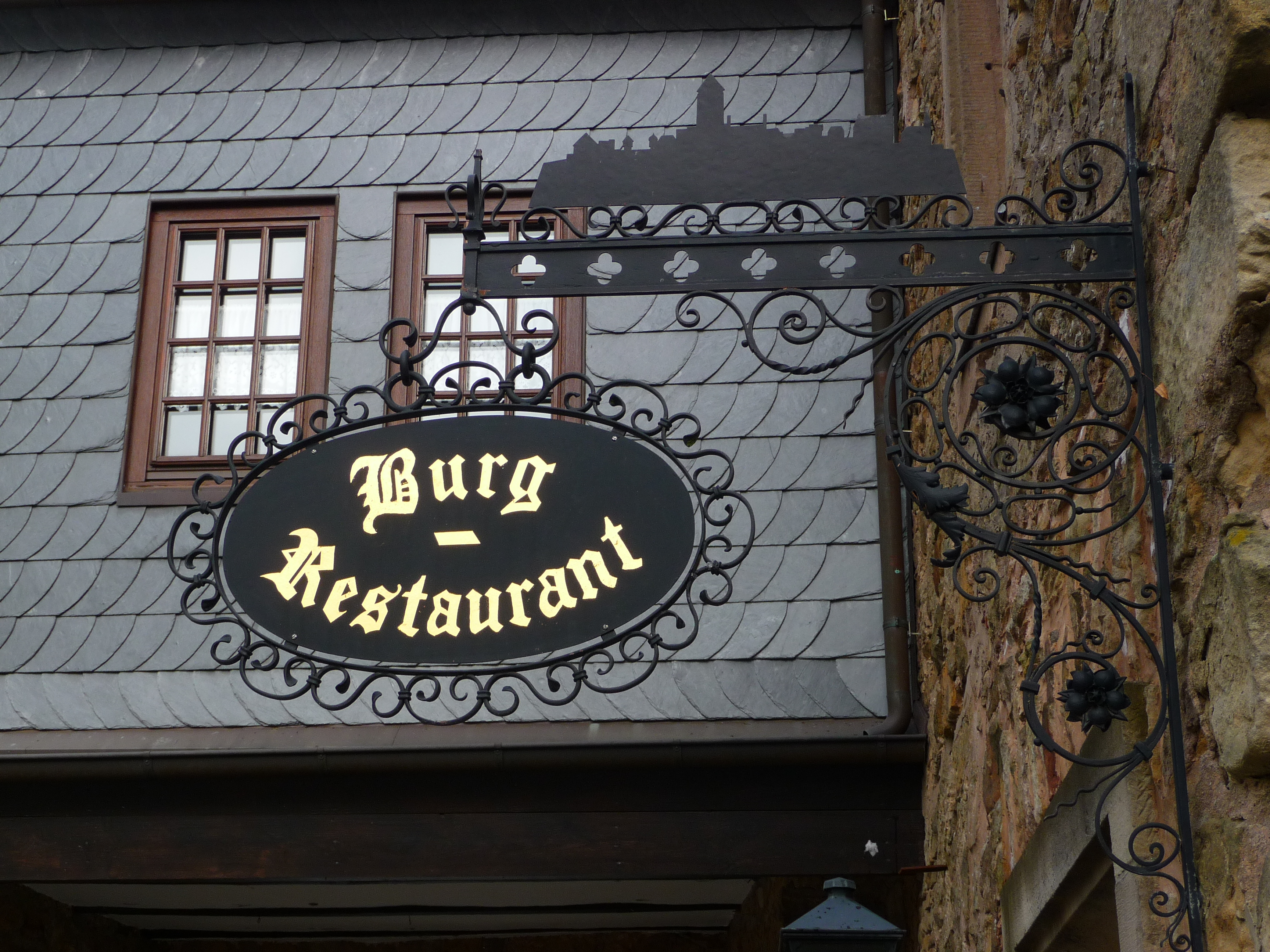
Burgrestaurant auf Burg Lichtenberg (Pfalz)
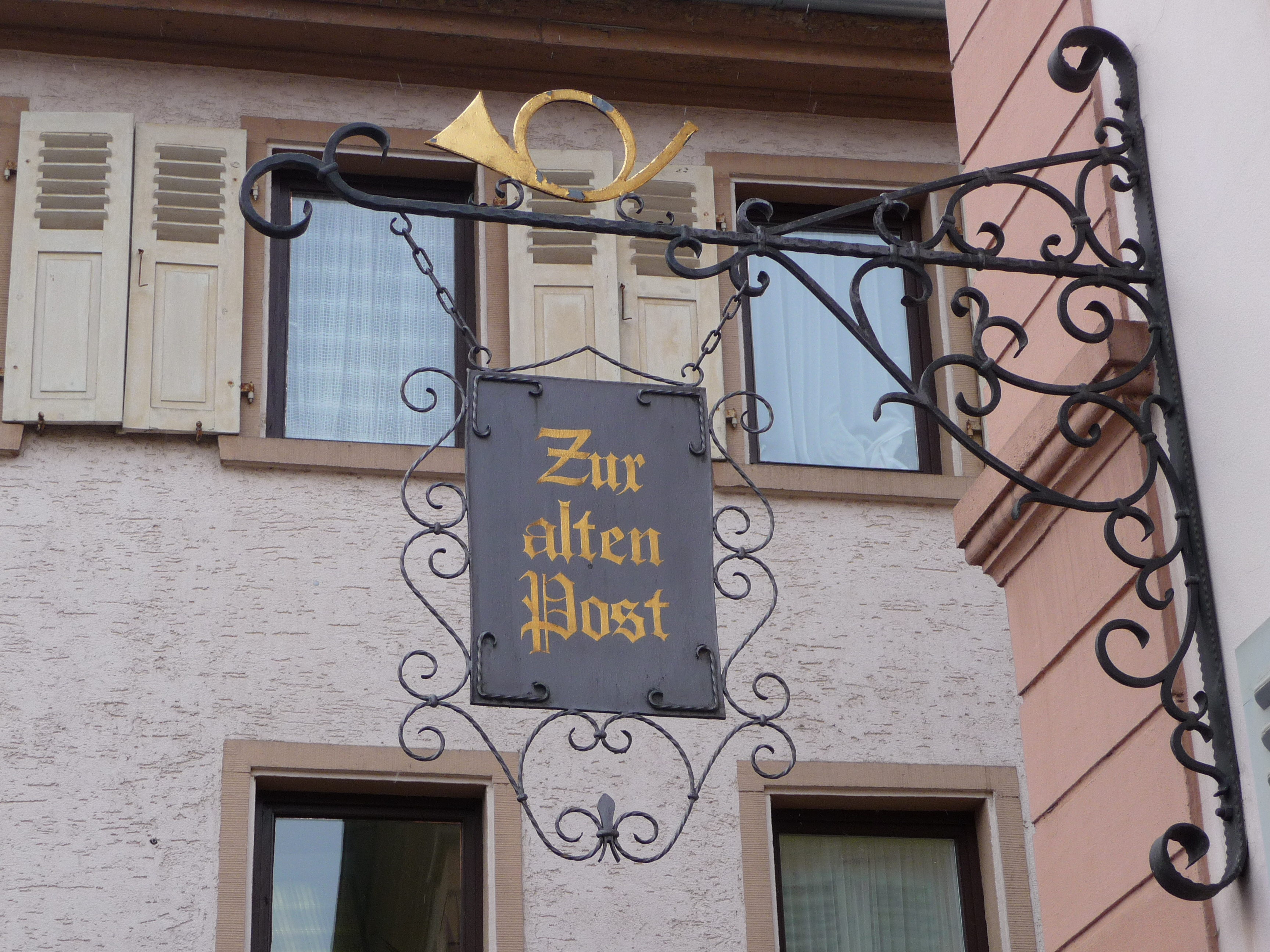
Zur Alten Post in Kusel
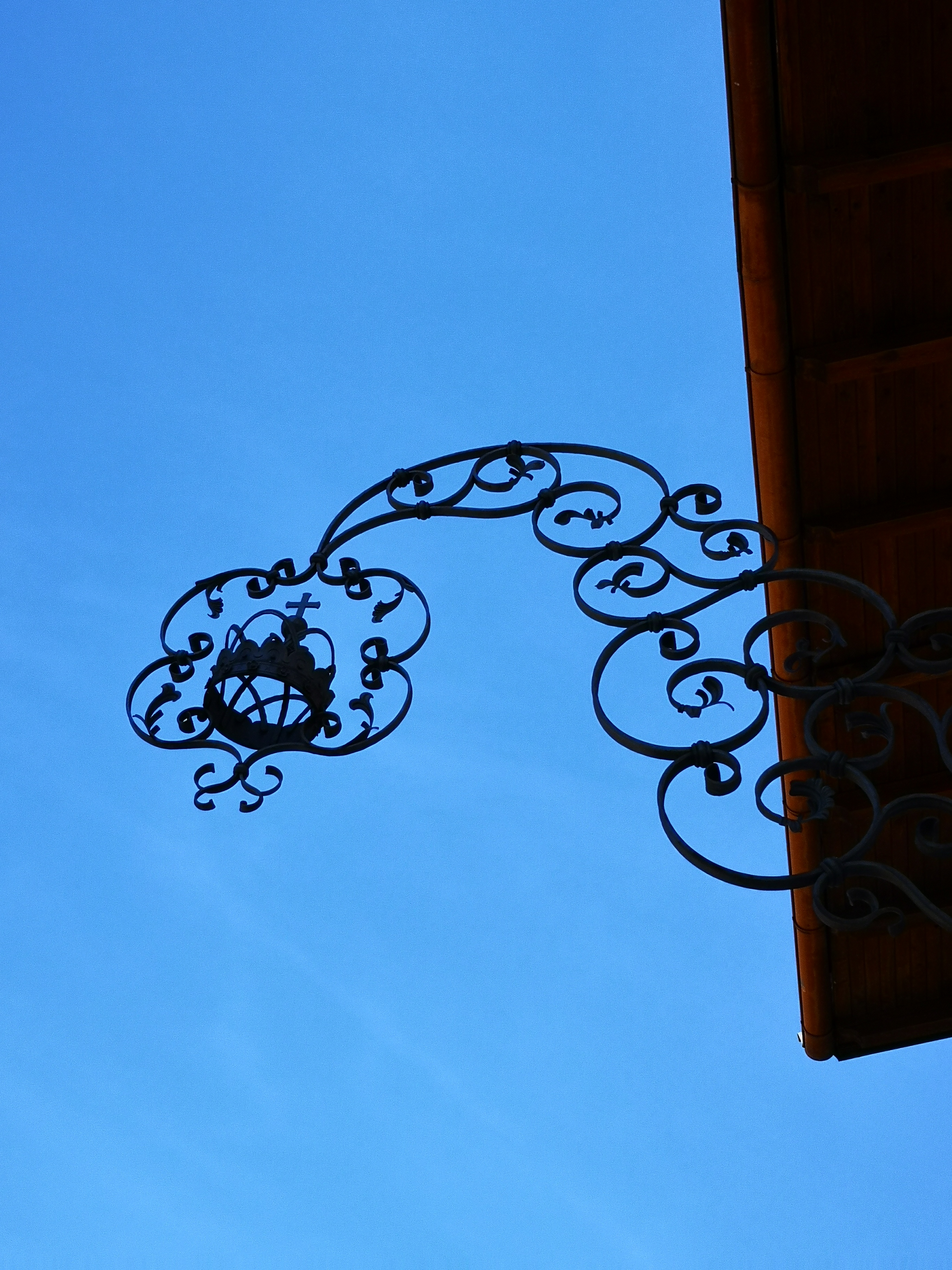
Zur Krone in Aldein (Südtirol)
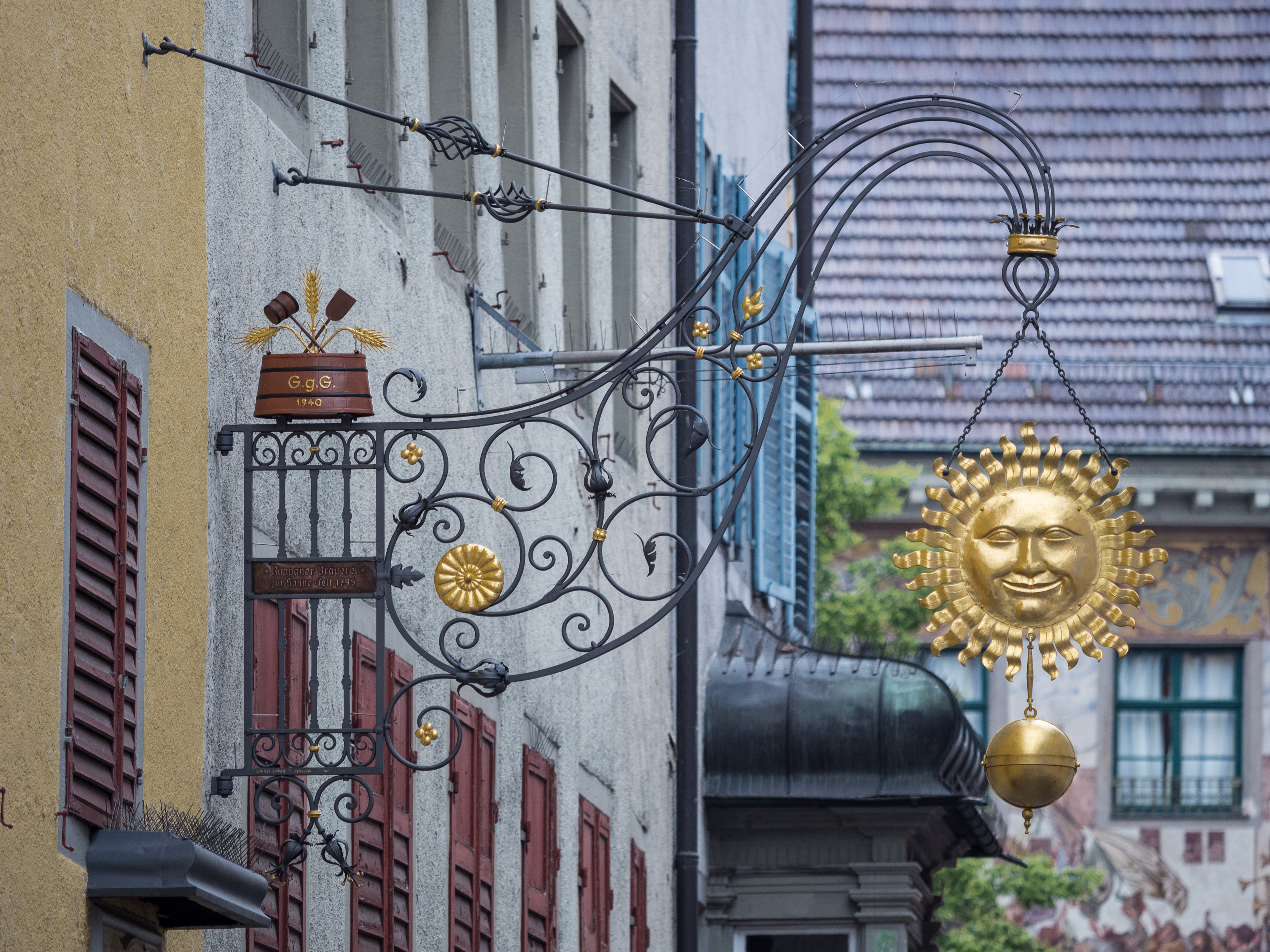
Untere Sonne in Konstanz
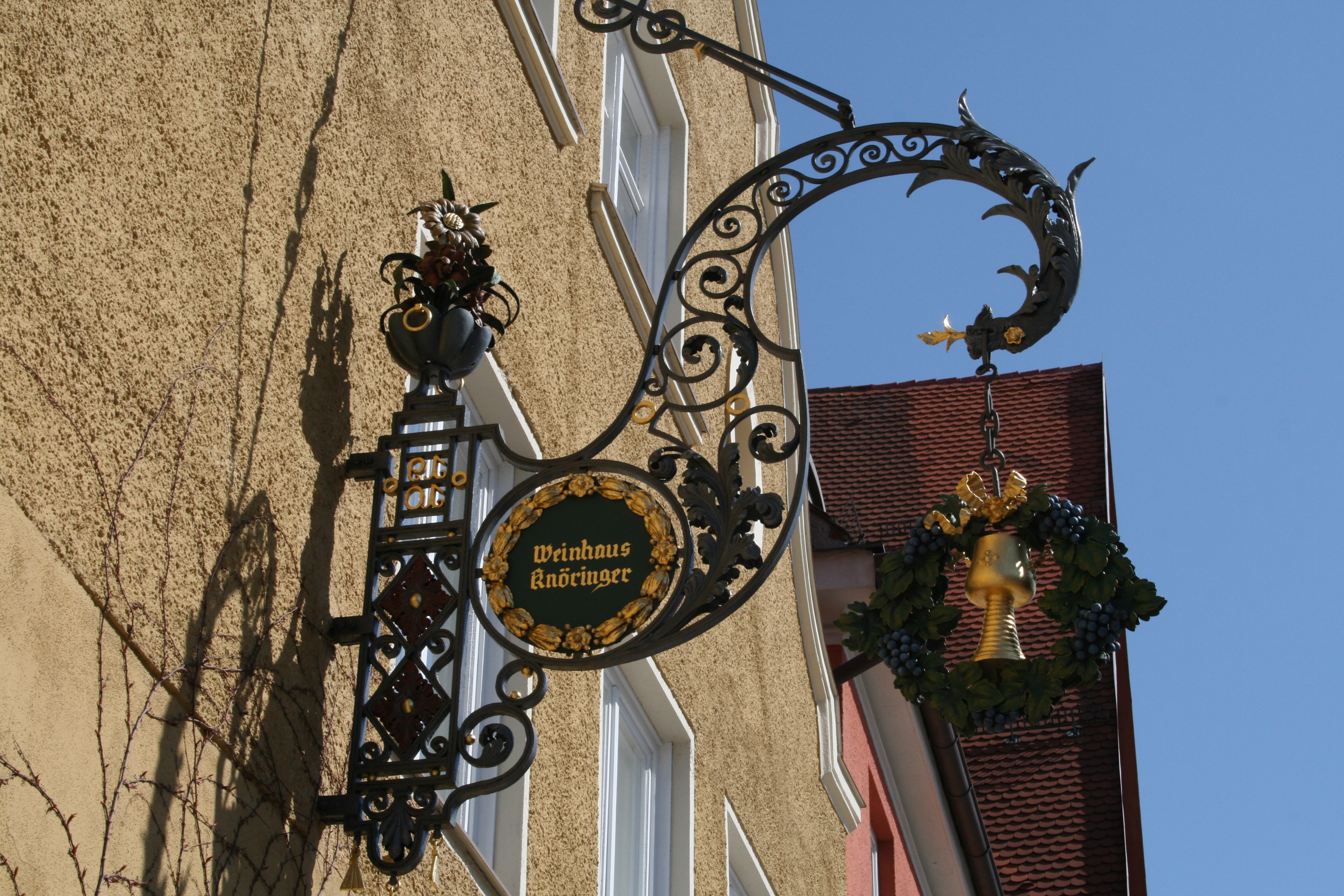
Weinhaus Knöringer in Memmingen
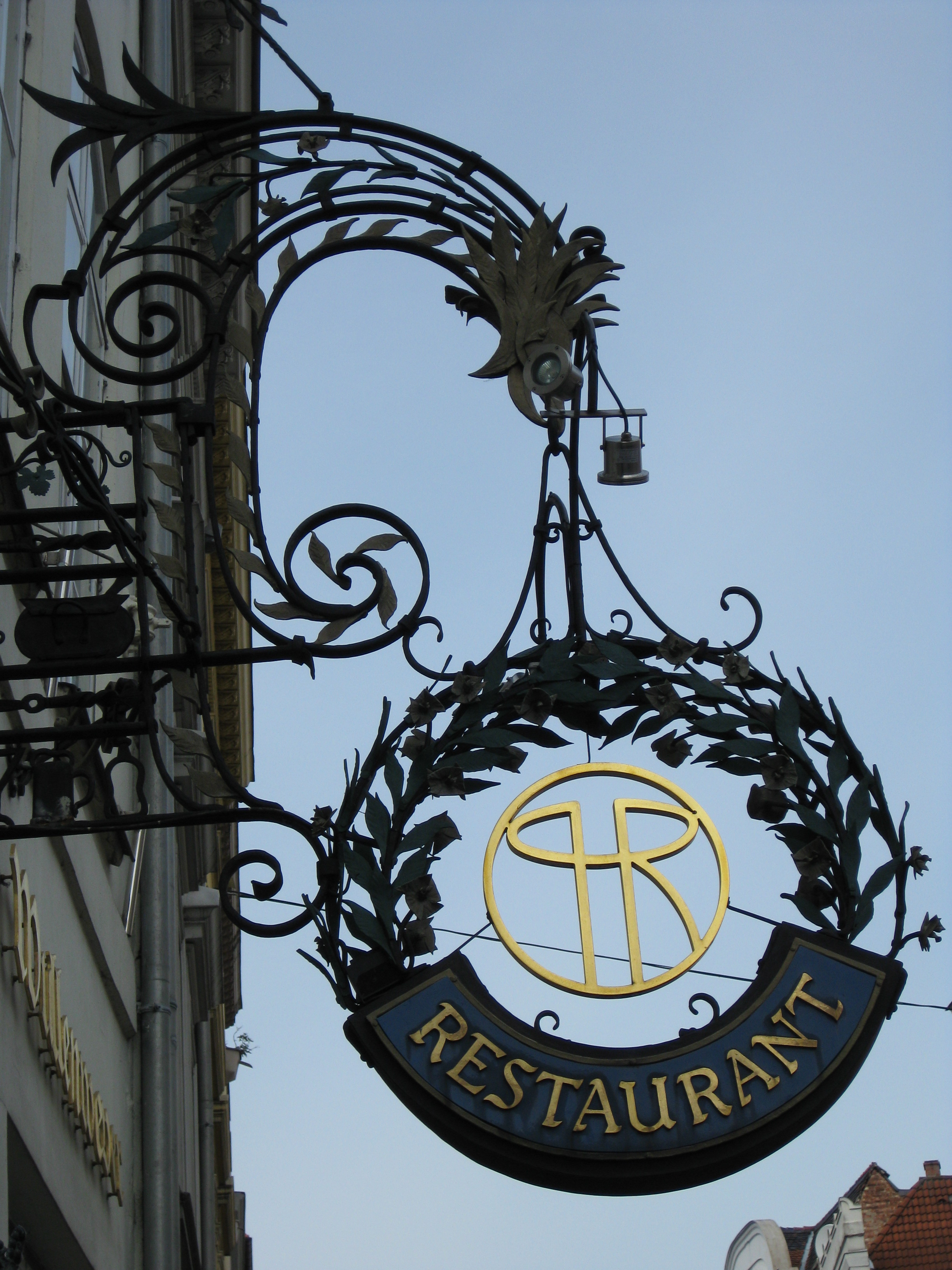
Restaurant Wullenwever in Lübeck
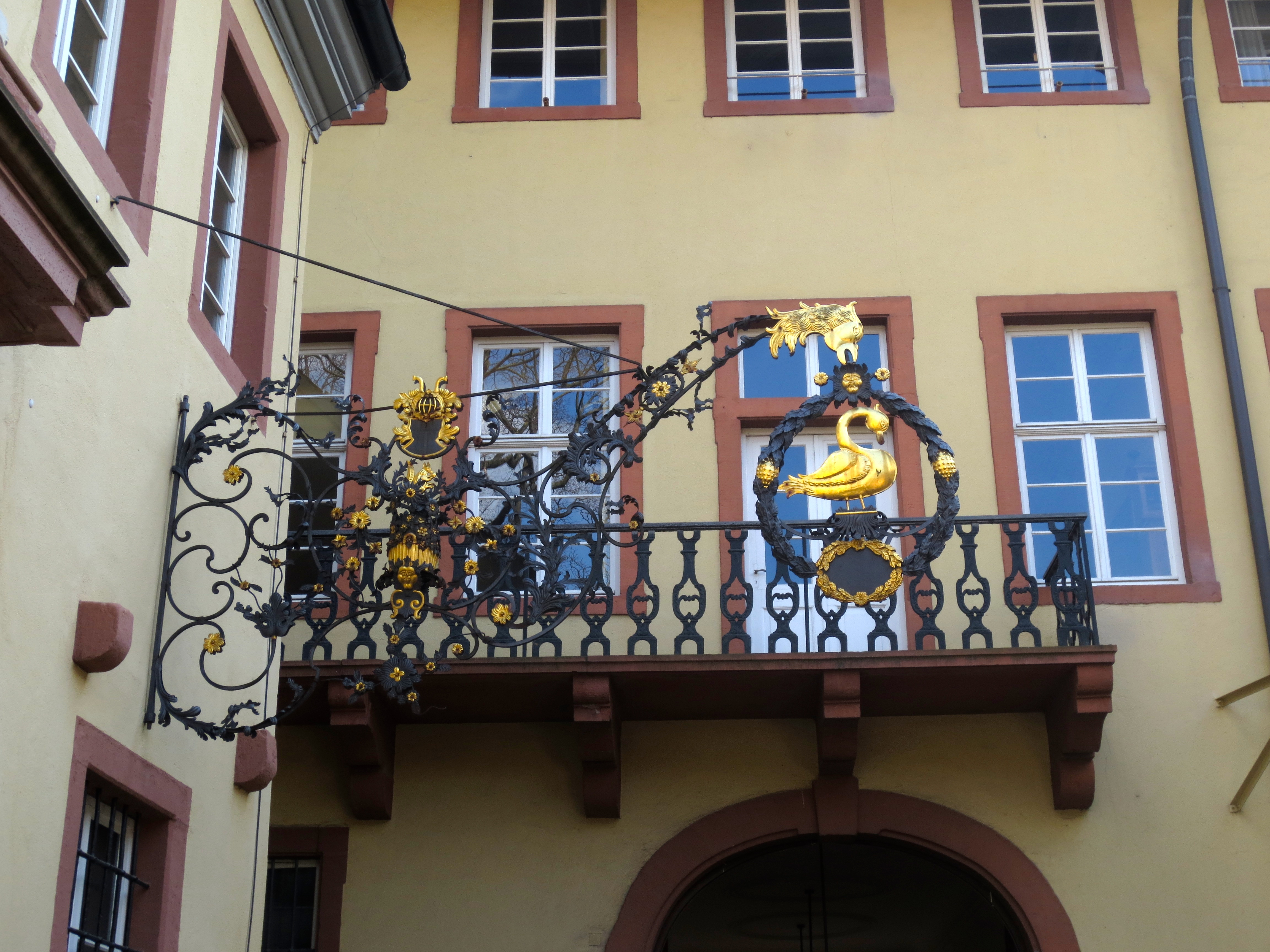
Kurpfälzisches Museum Heidelberg
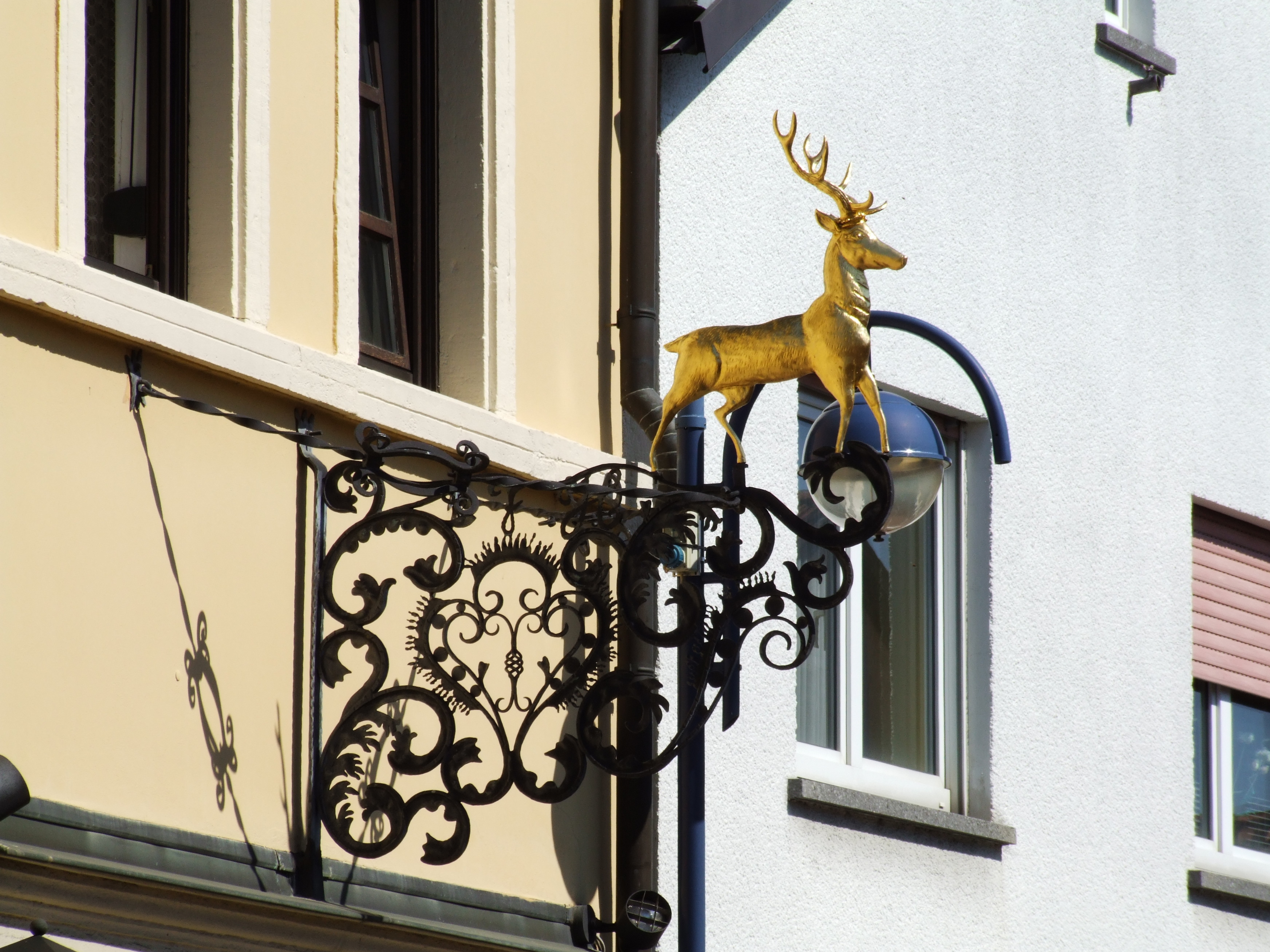
Nasenschild in traditioneller Form, mit Stützstreben: Gasthaus Zum Hirsch, Mingolsheim
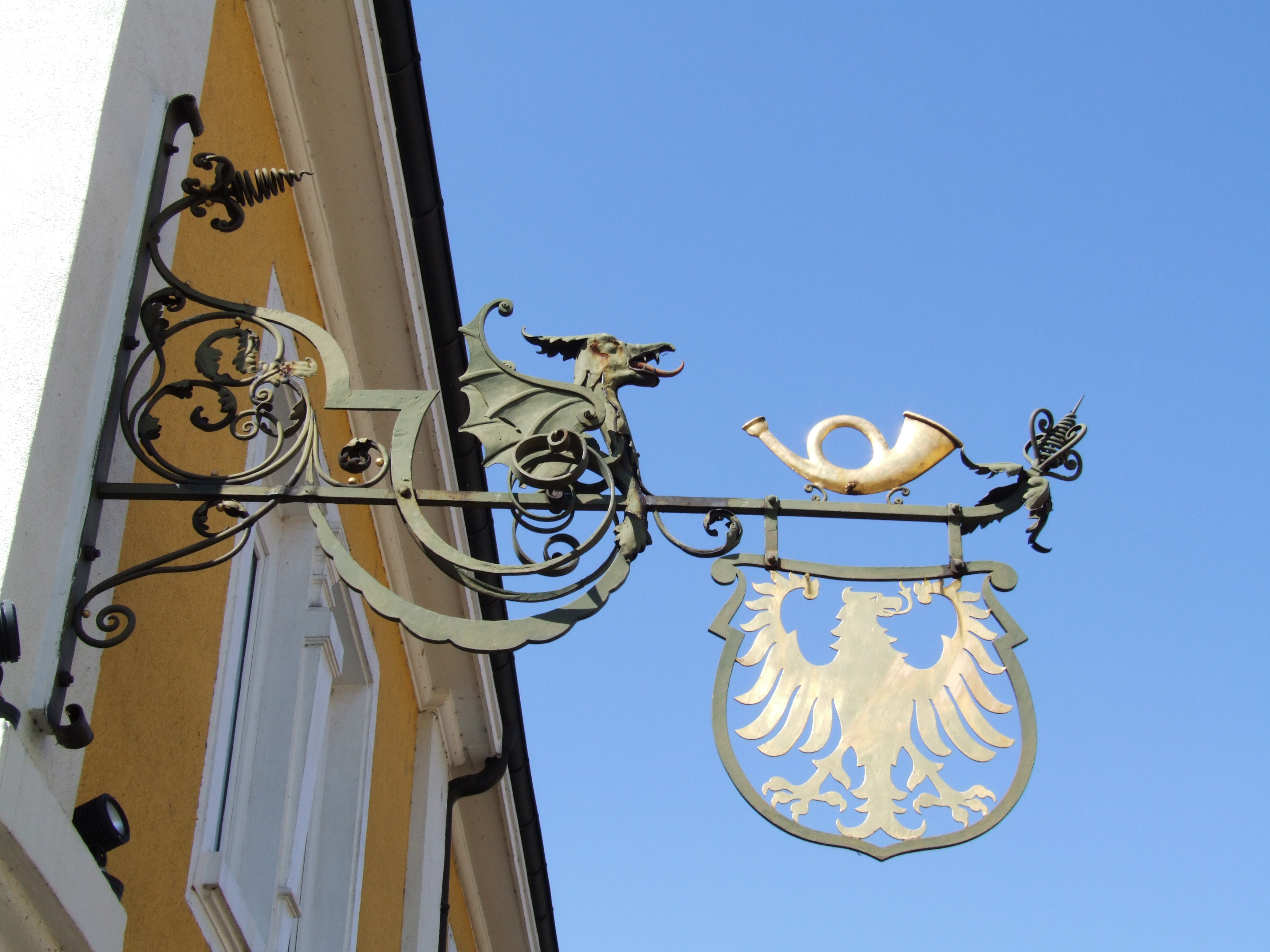
Nasenschild eines Hotels Adler, mit Posthorn (früher Poststation) in Schwetzingen
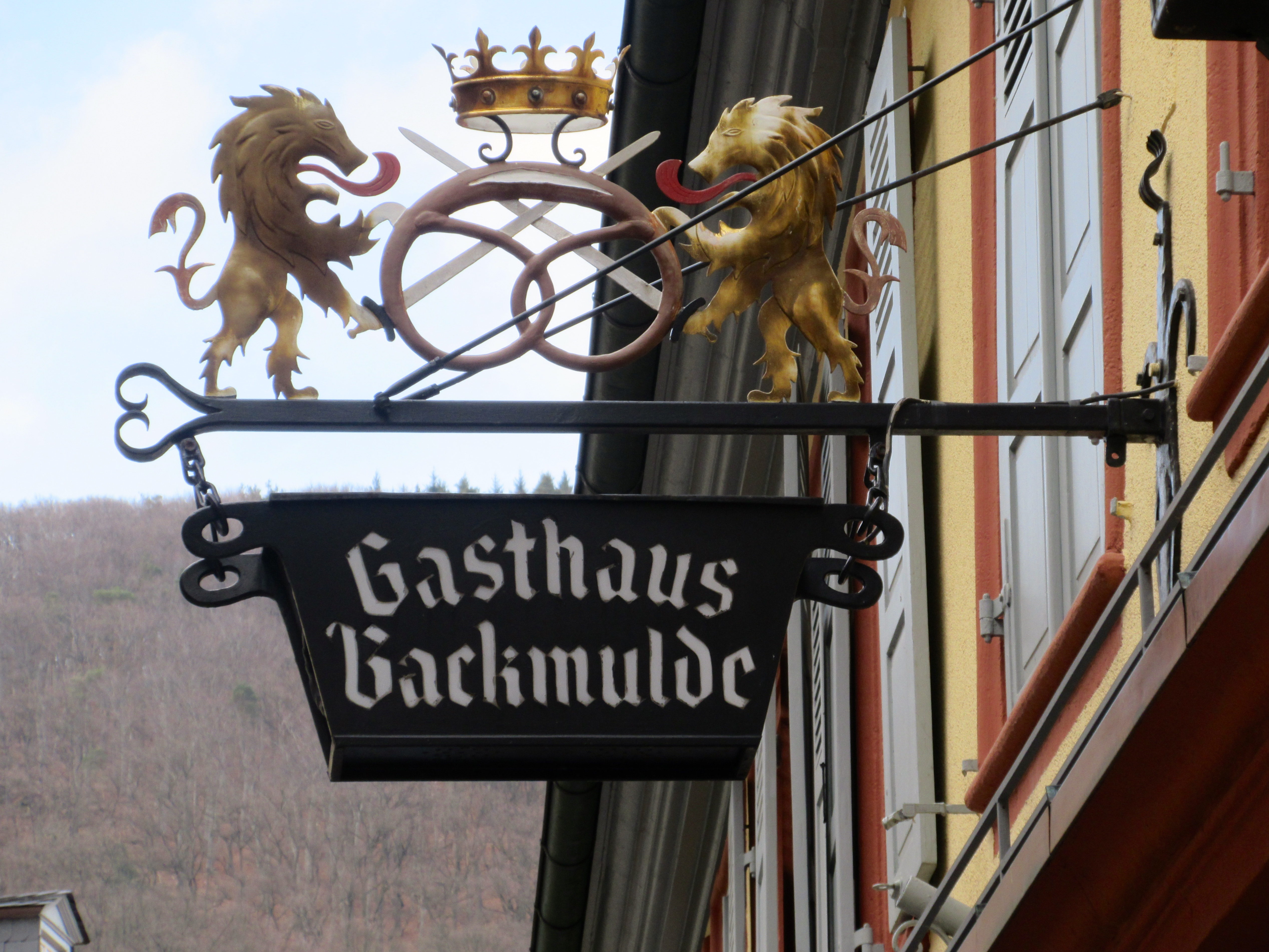
Nasenschild Gasthaus Backmulde, Heidelberg
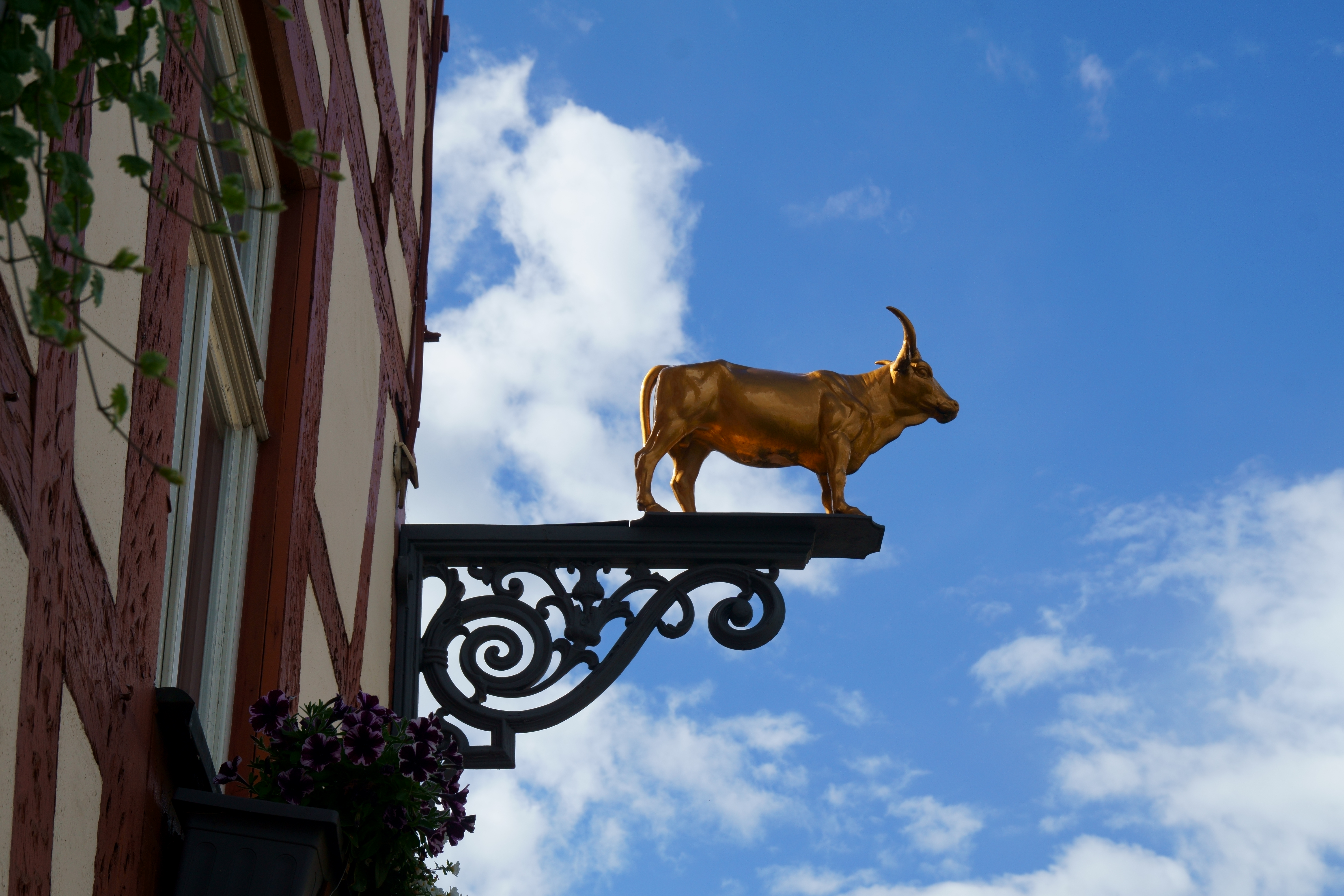
In Neuhausen auf den Fildern
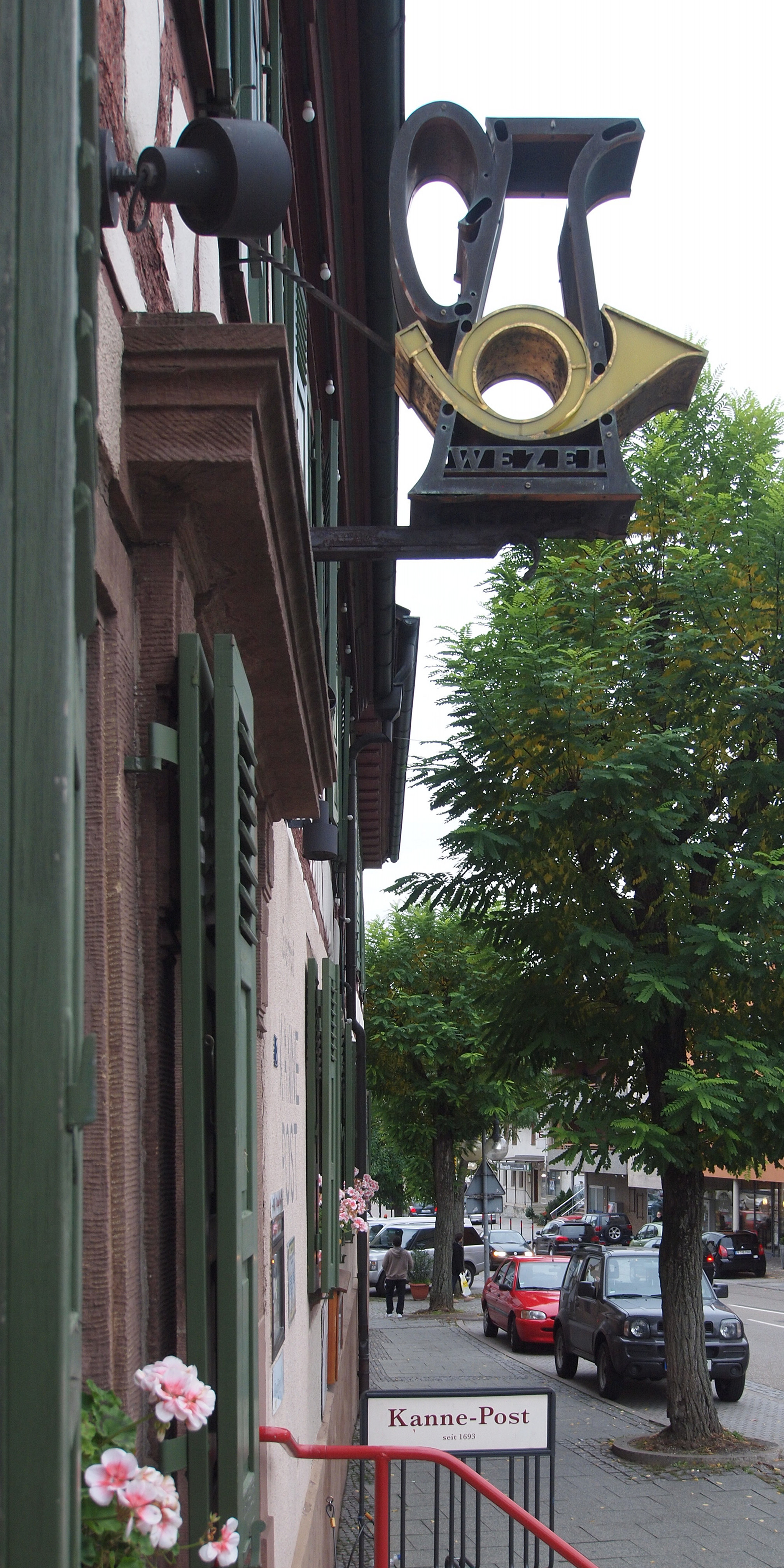
Schlichtes Schild am Gasthof zur Kanne-Post in Knittlingen
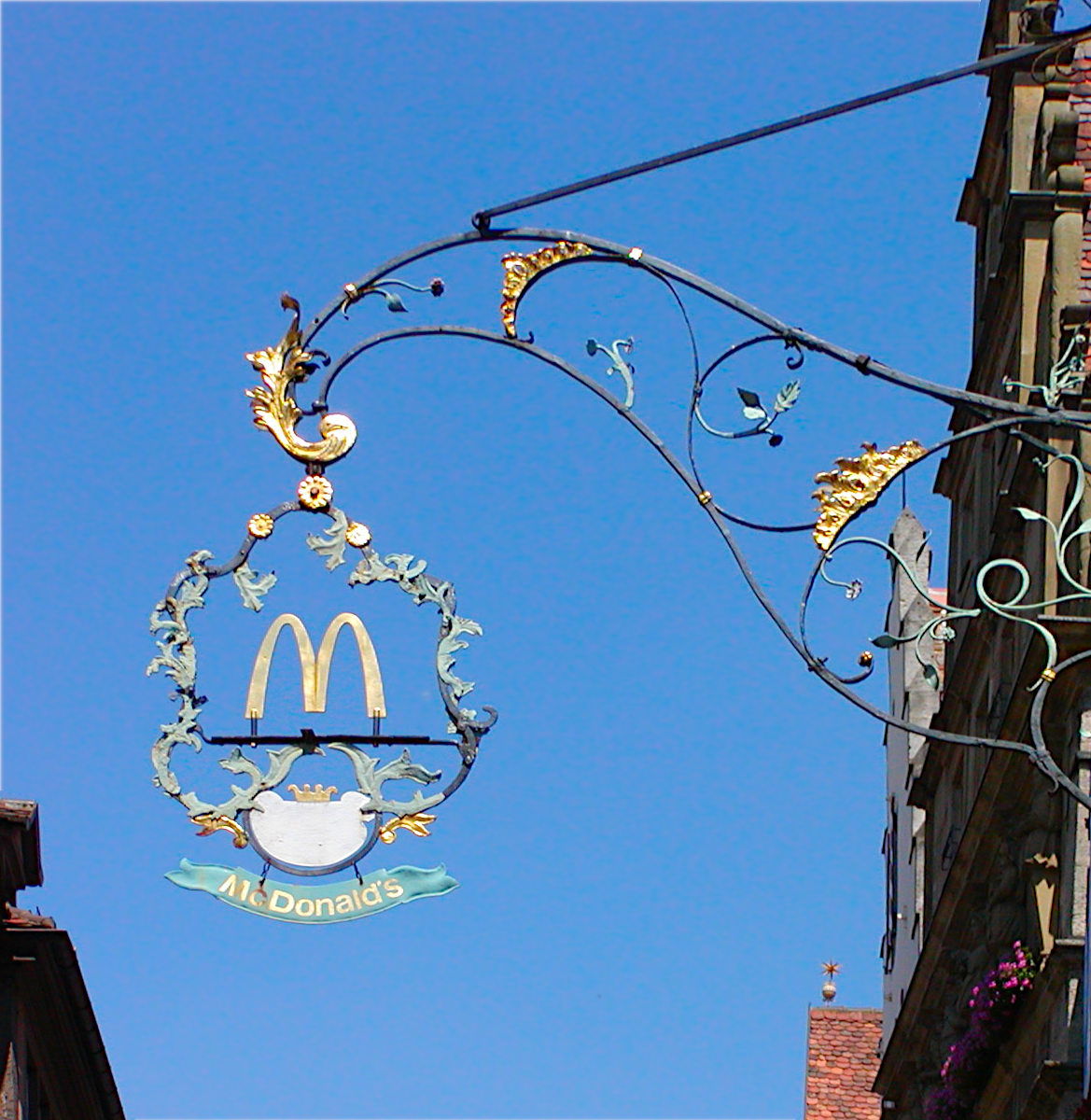
McDonald’s-Schild in Rothenburg ob der Tauber
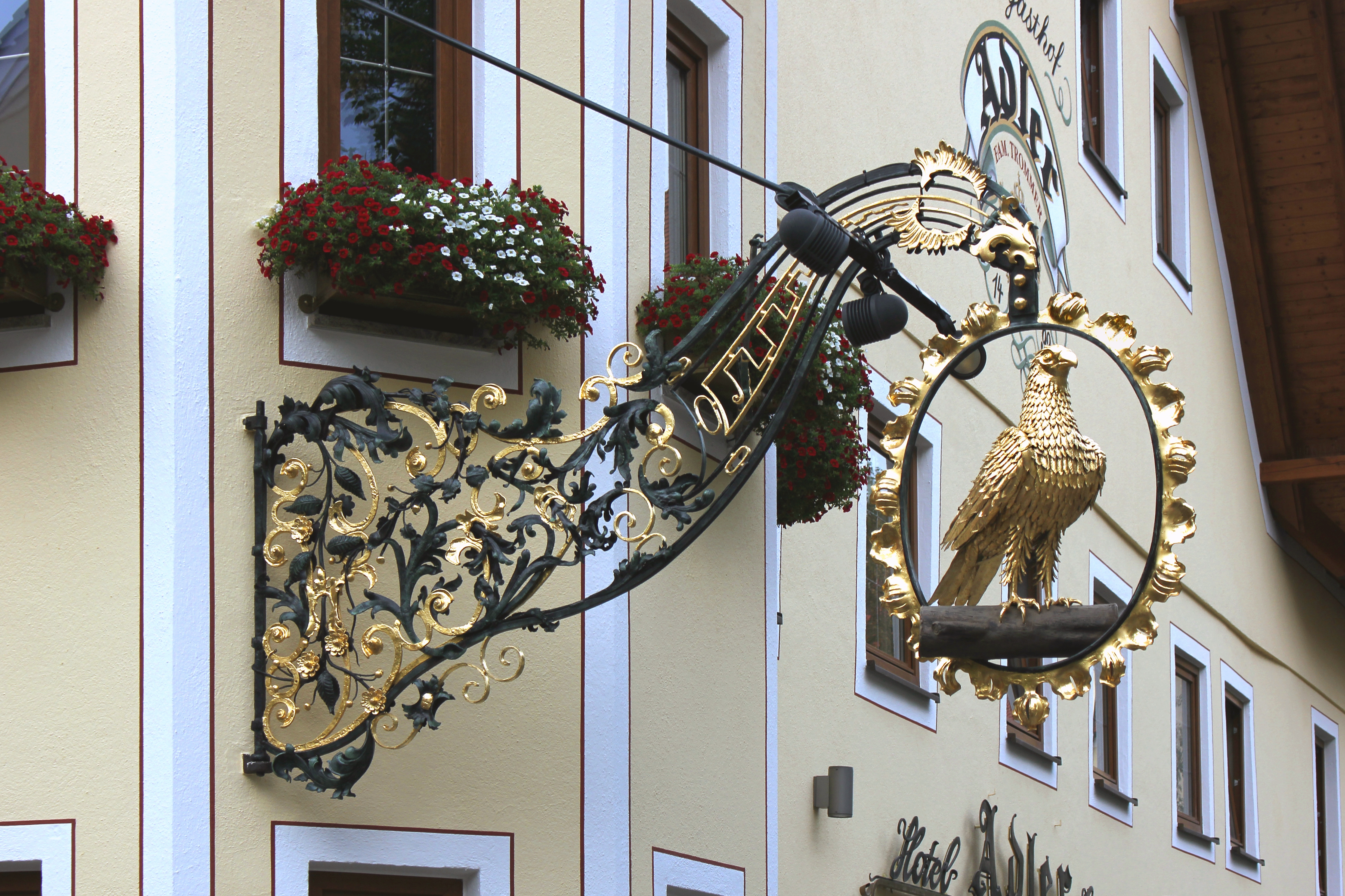
Ausleger des Hotels Adler, Bad Wörishofen, von 1870/71
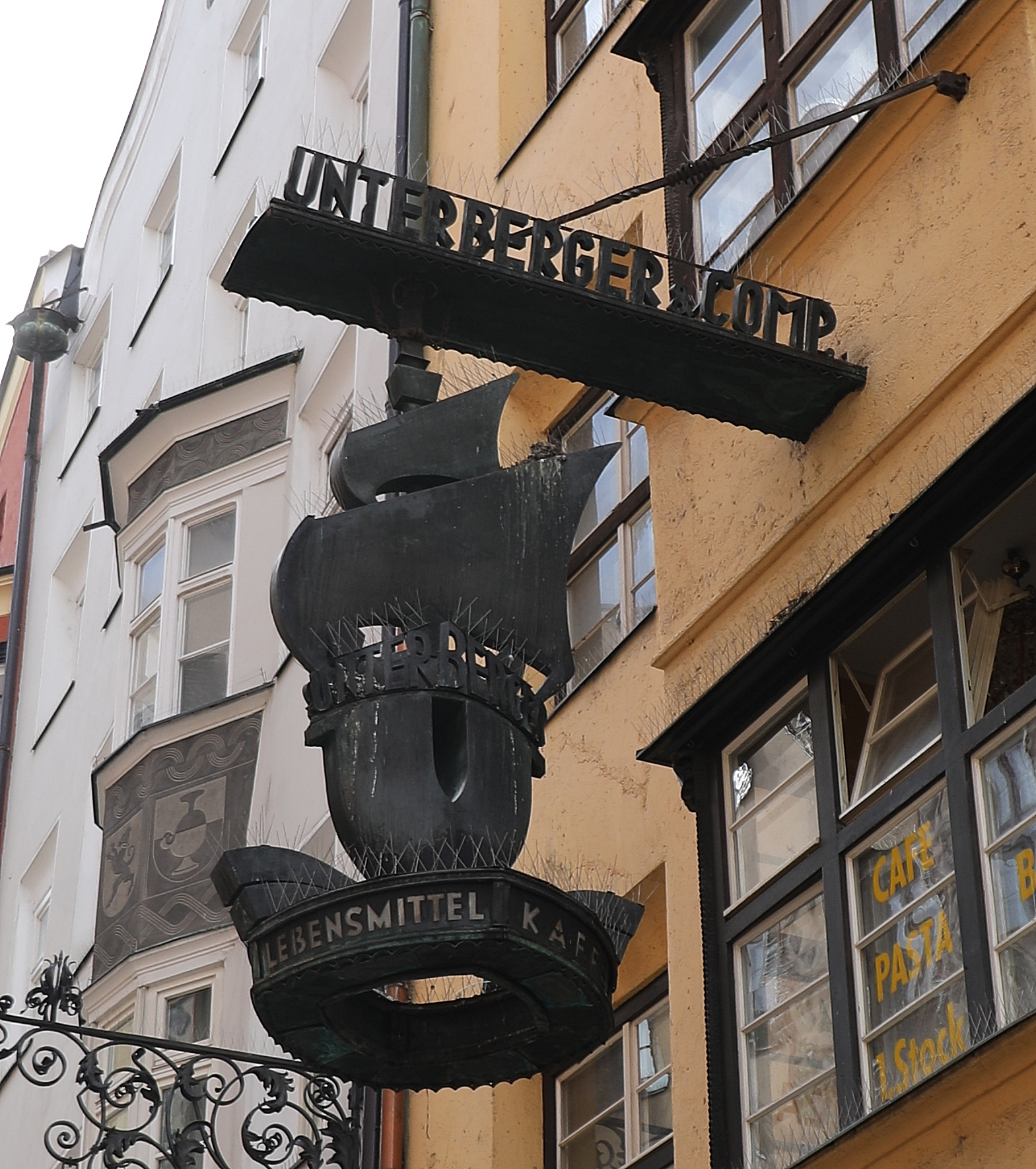
Nasenschild von Unterberger Kaffee in der Innsbrucker Altstadt

Zünfte, Ladengeschäfte, Sonstige
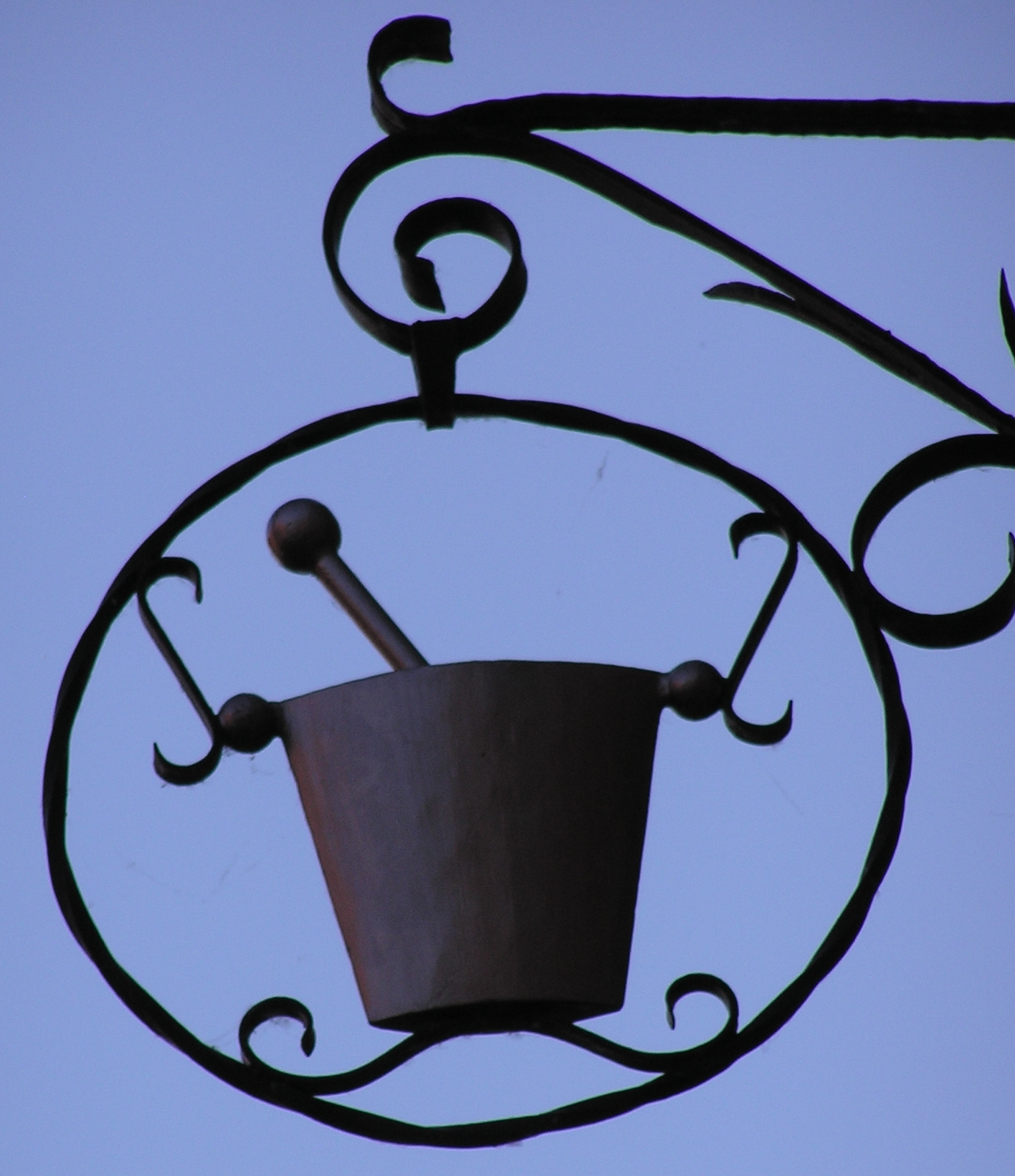
Apotheker
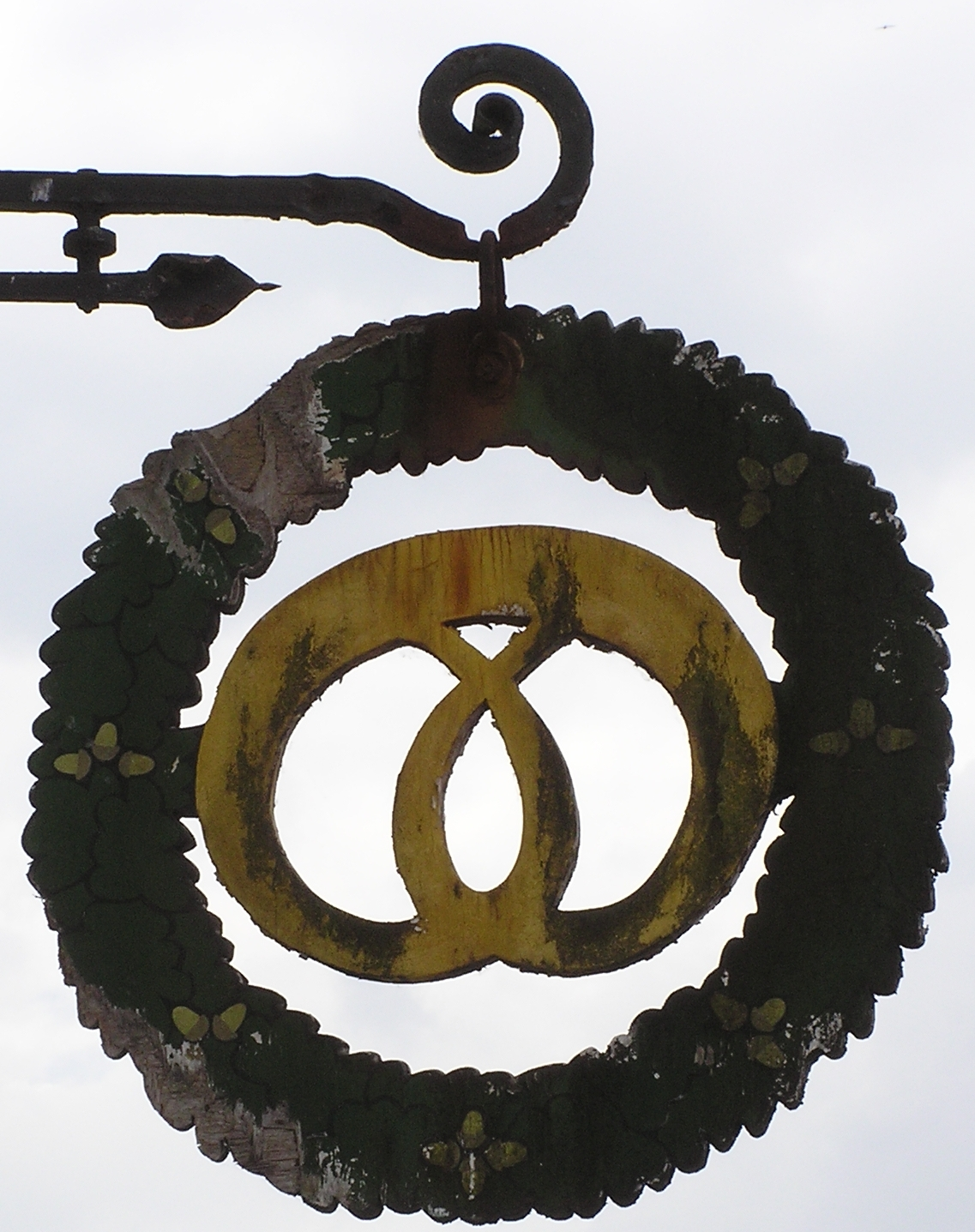
Bäcker
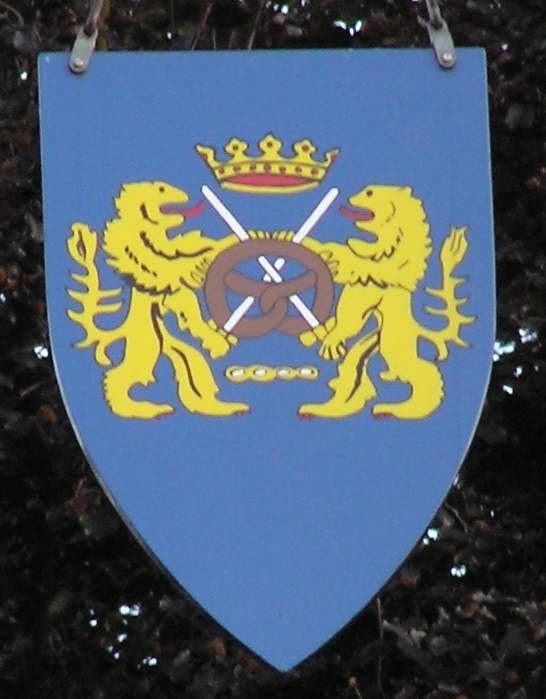
Bäcker
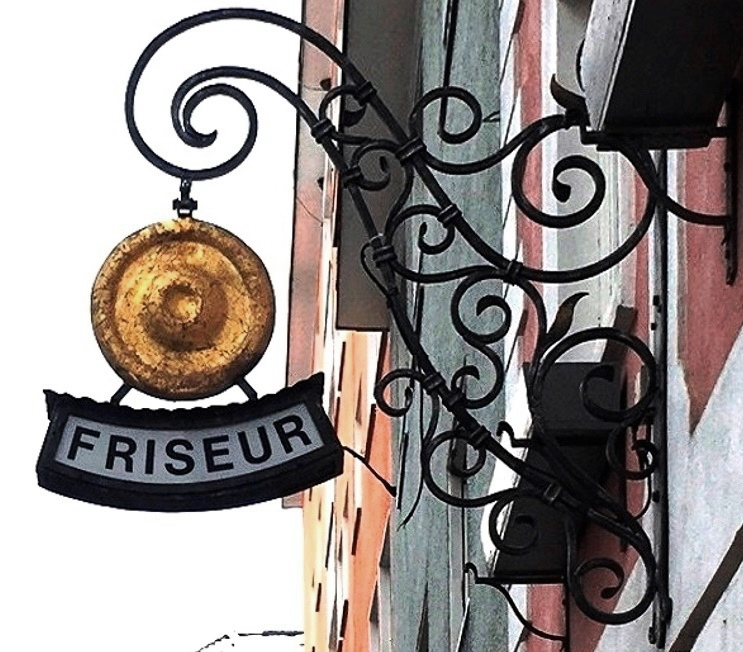
Friseur, Villach
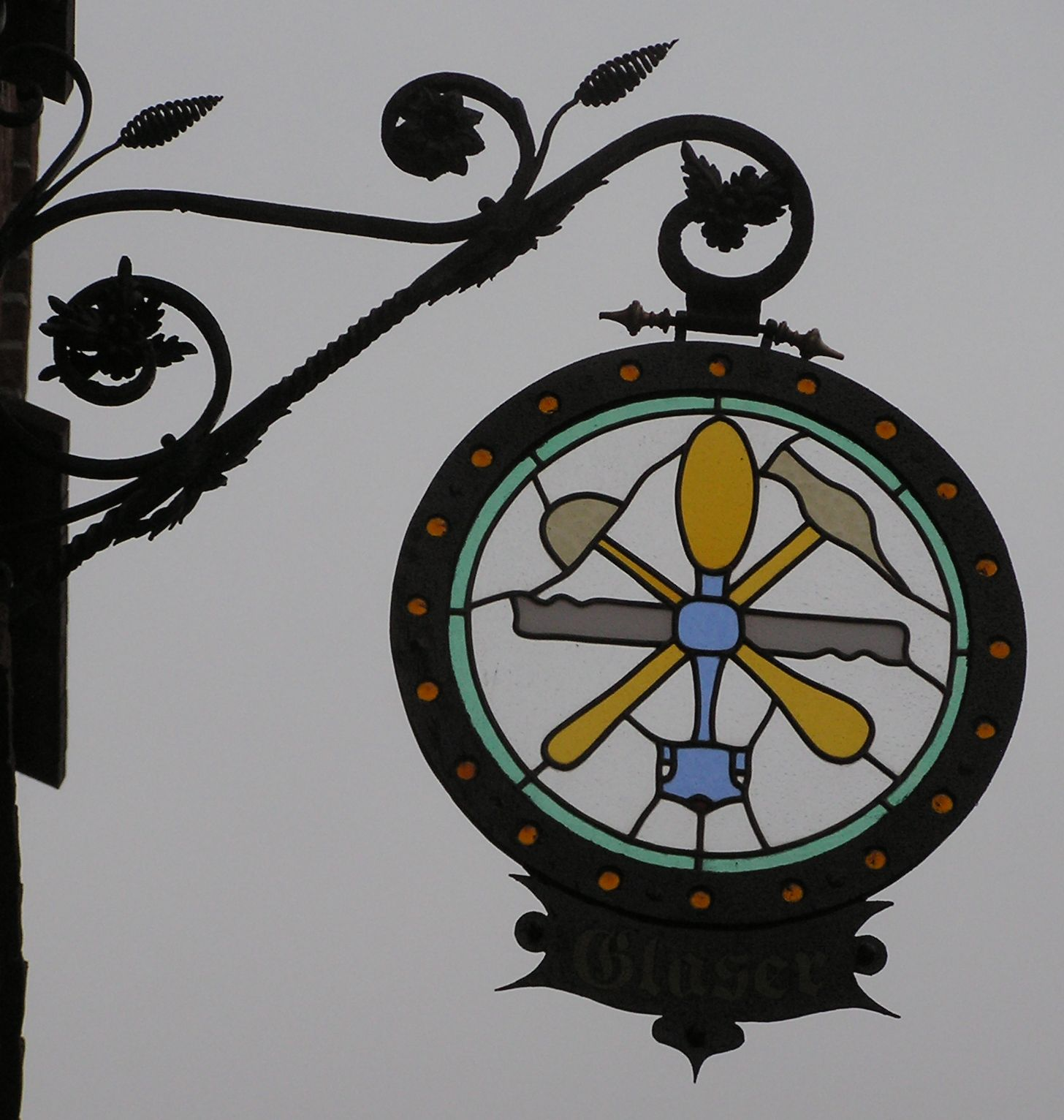
Glaser
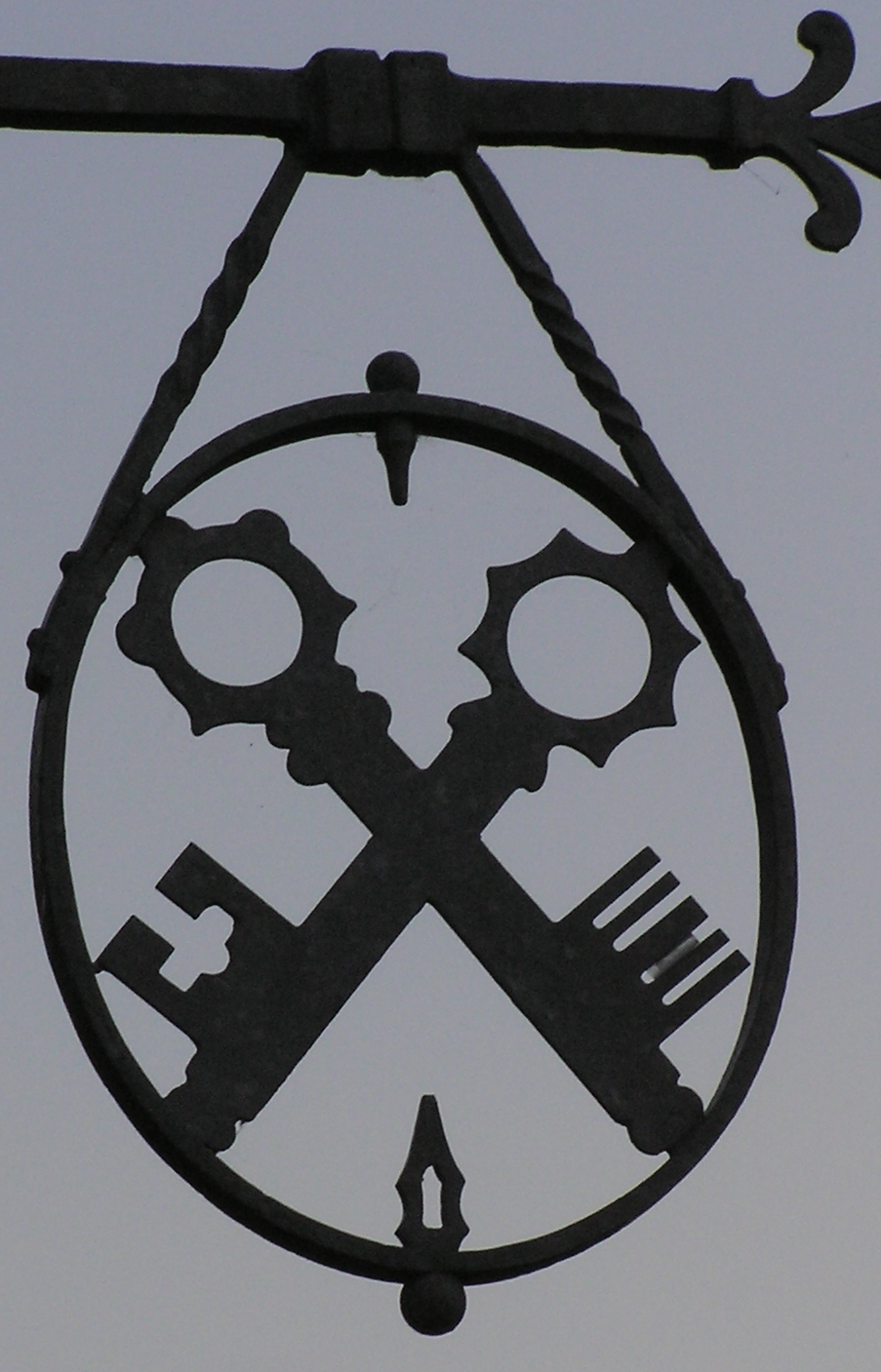
Schlosser
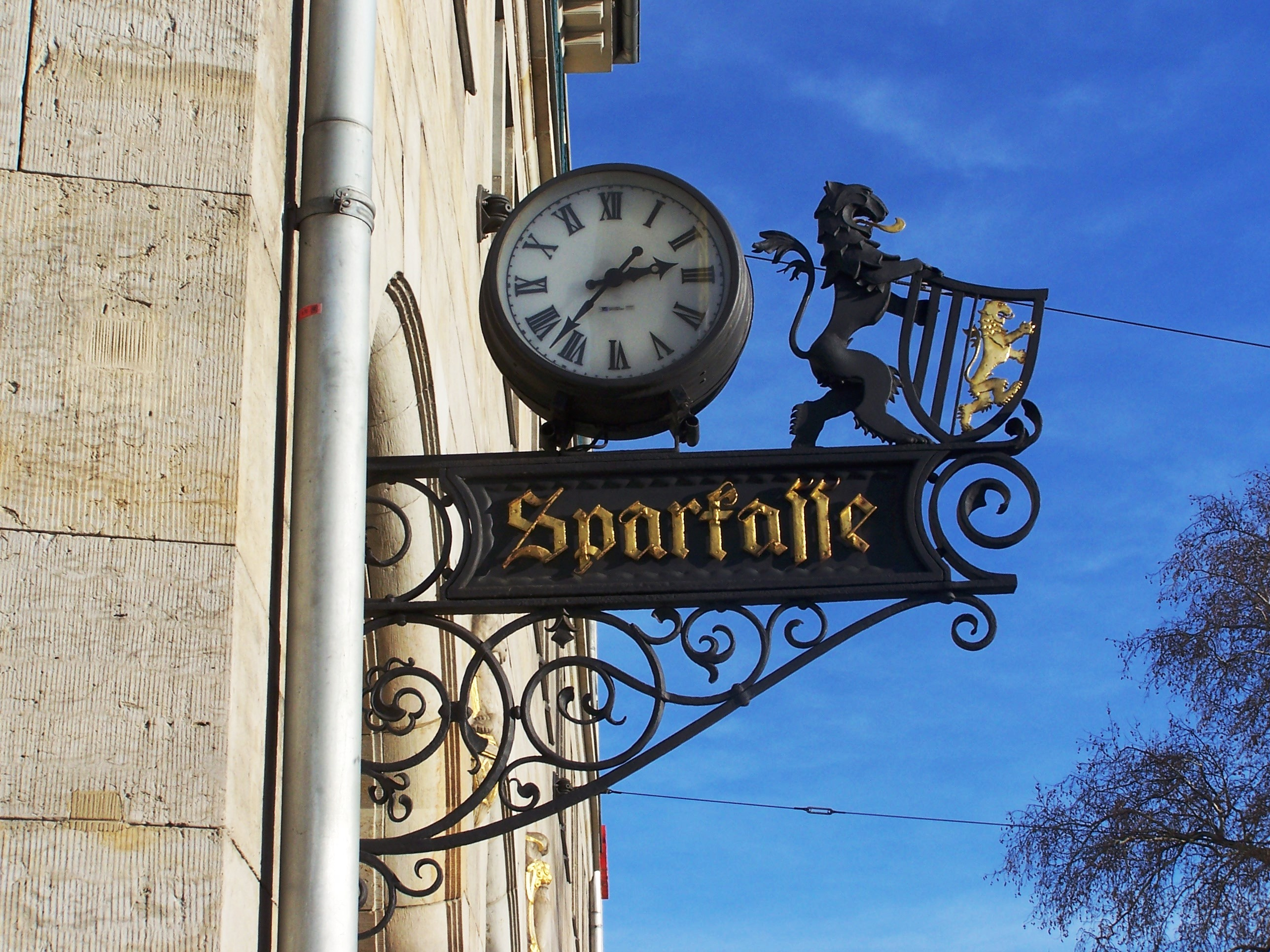
Sparkassenhaus Dresden
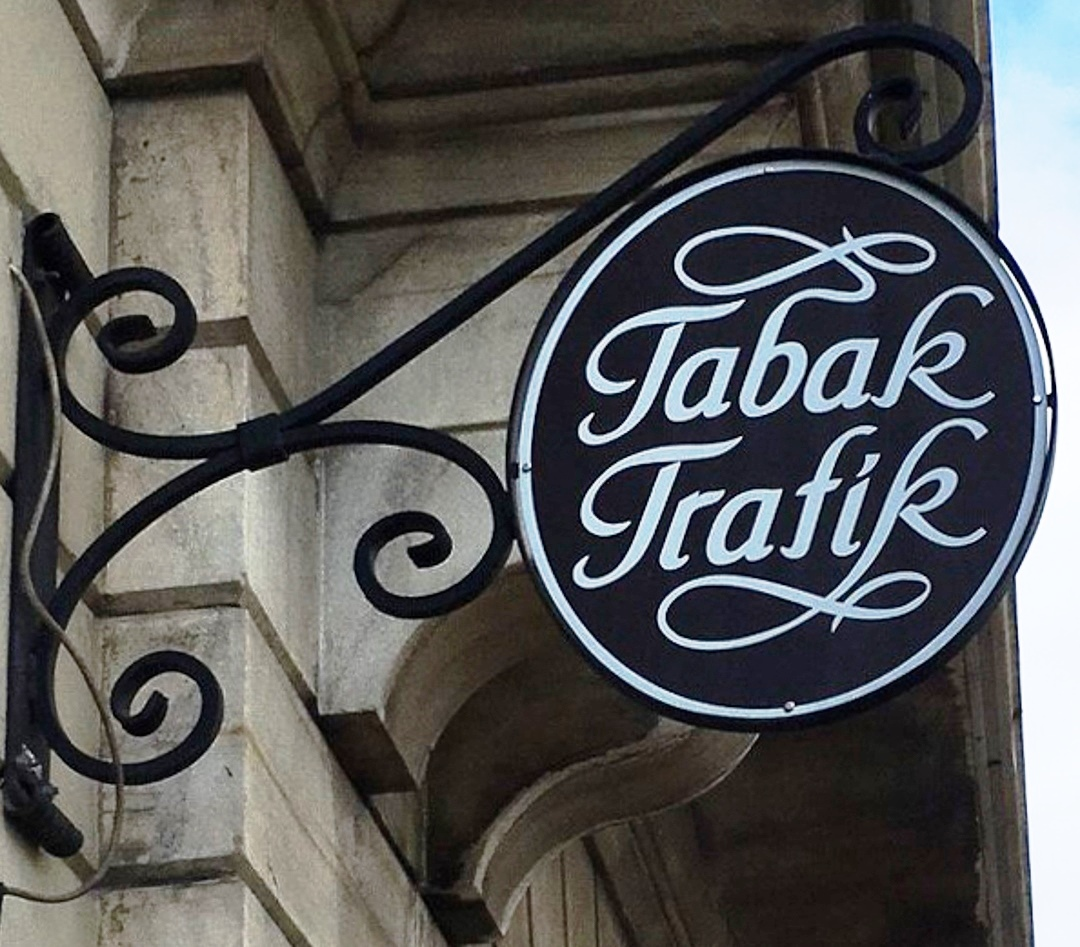
Tabak Trafik
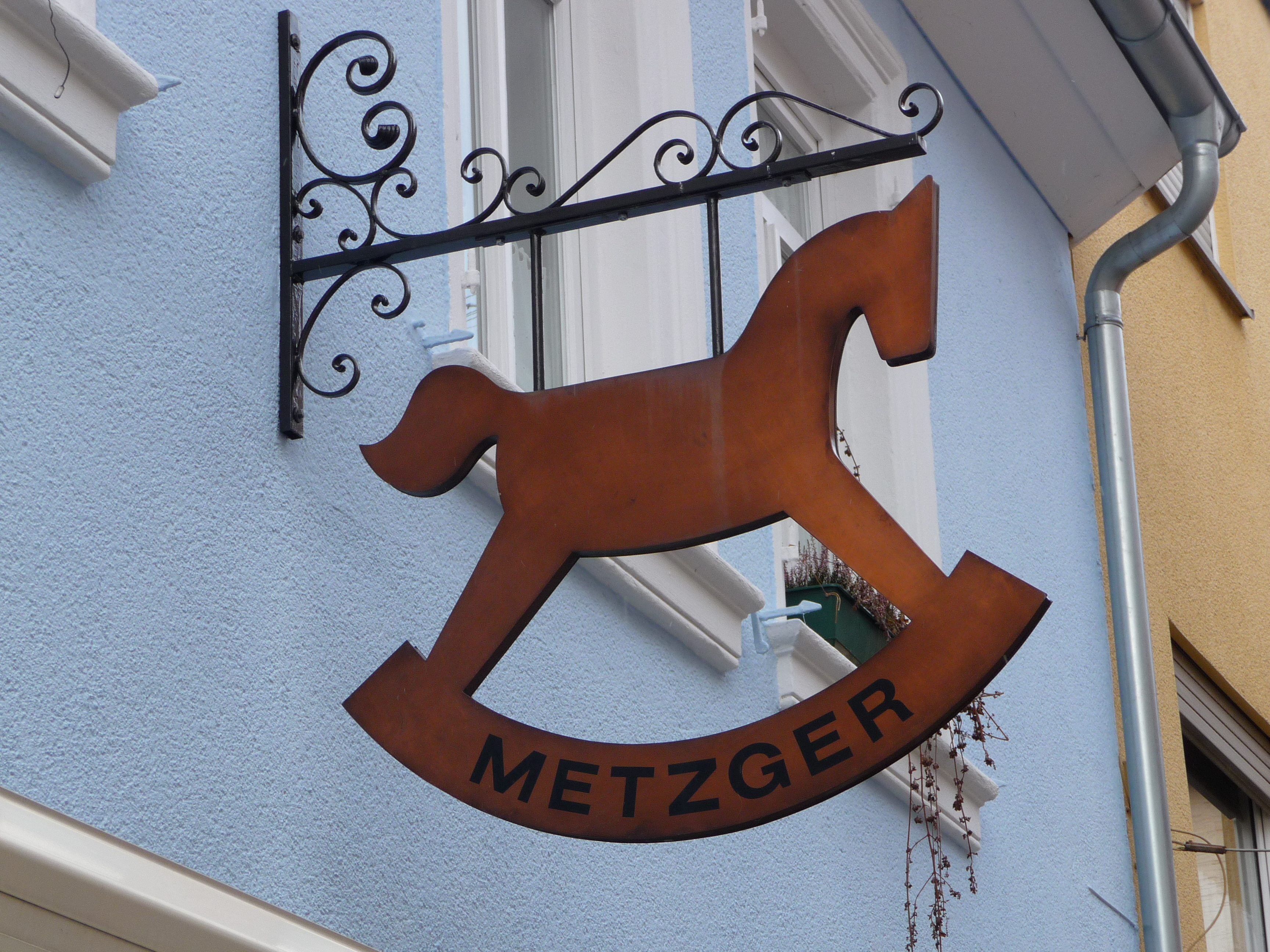
Pferdemetzgerei
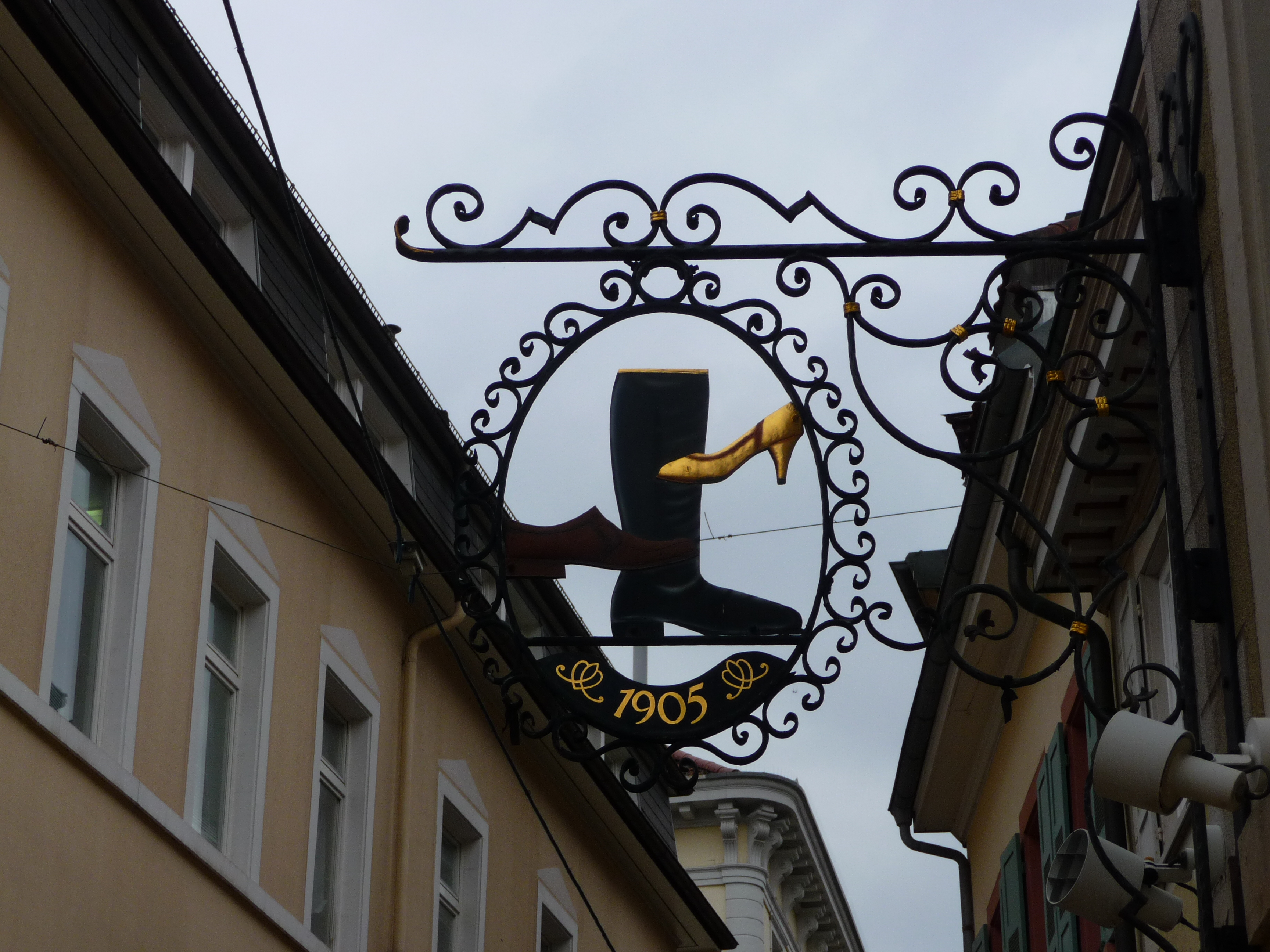
Schuster
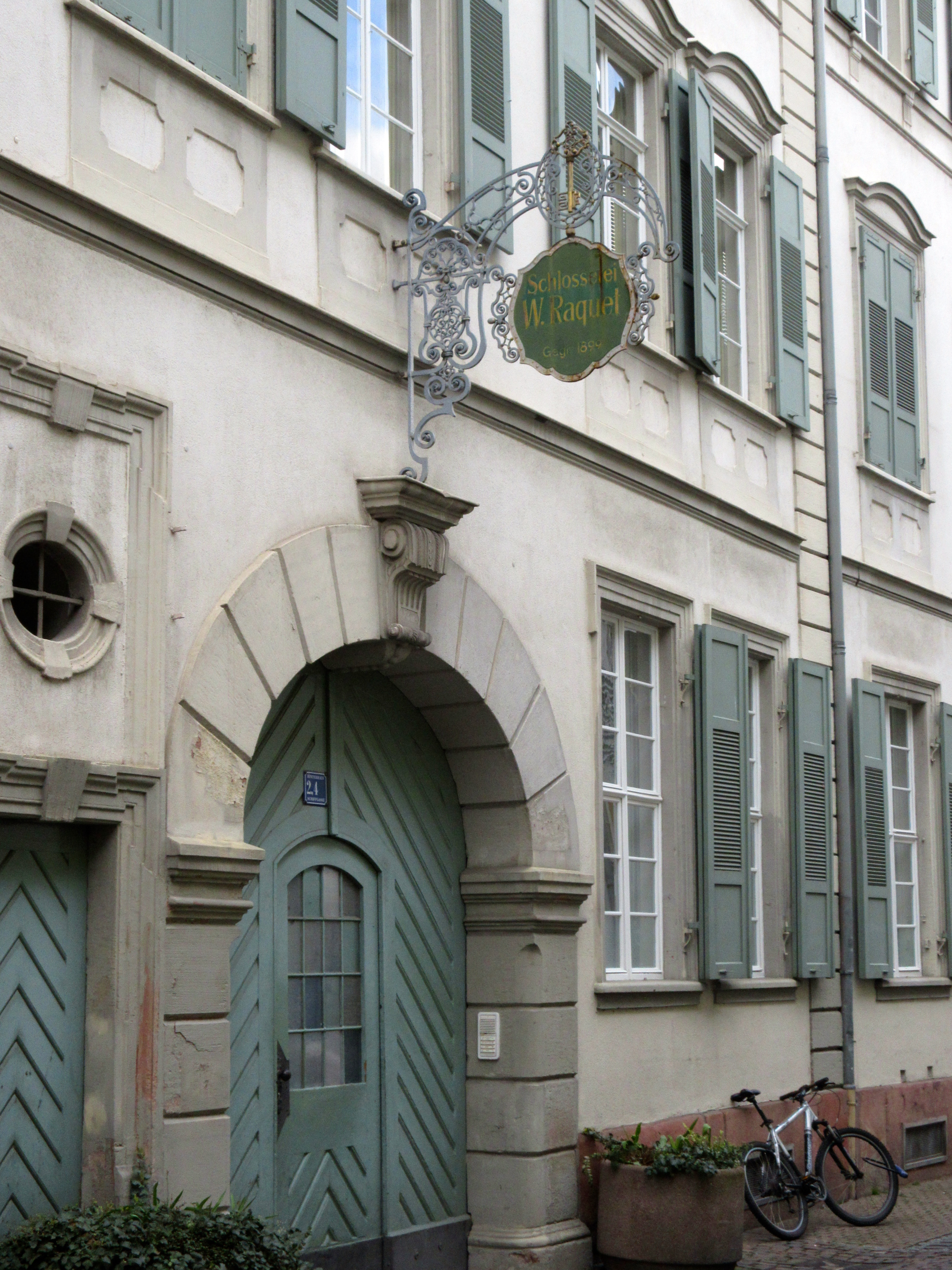
Nasenschild Schlosserei Schiffgasse Heidelberg
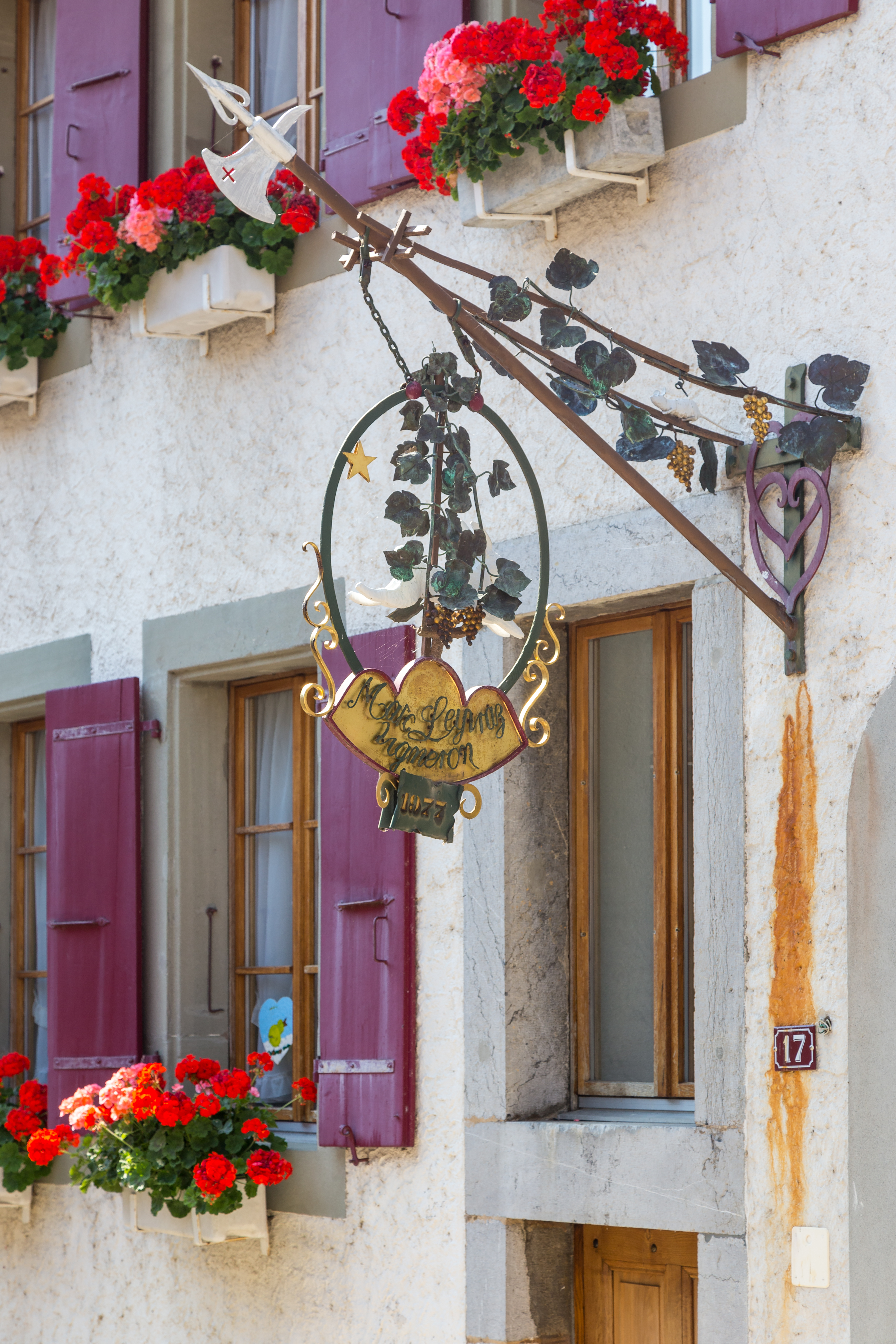
Winzer in Rivaz (Lavaux)
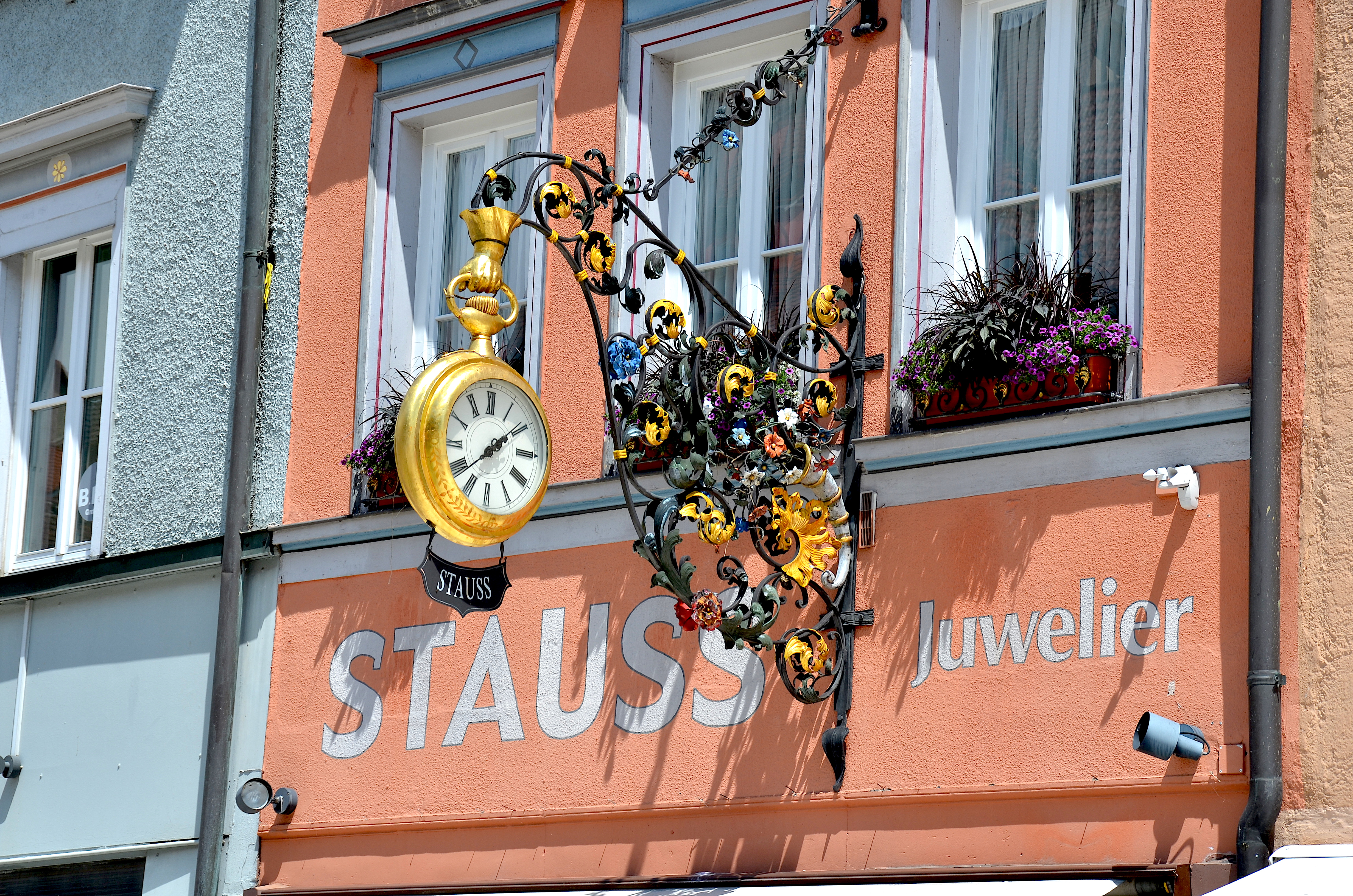
Nasenschild eines Juweliers in Rottweil (2017)
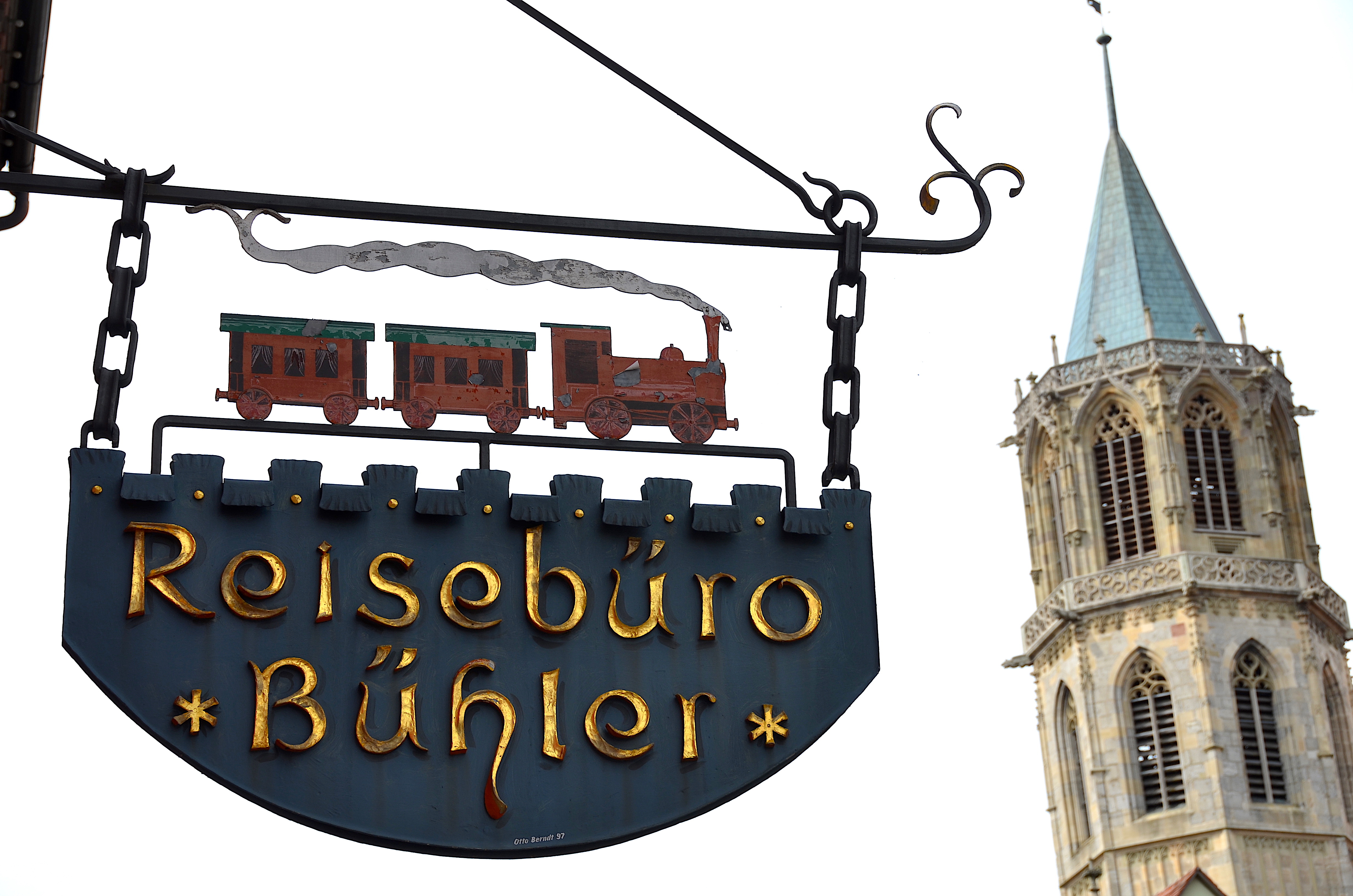
Nasenschild eines Reisebüros in Rottweil (2017)
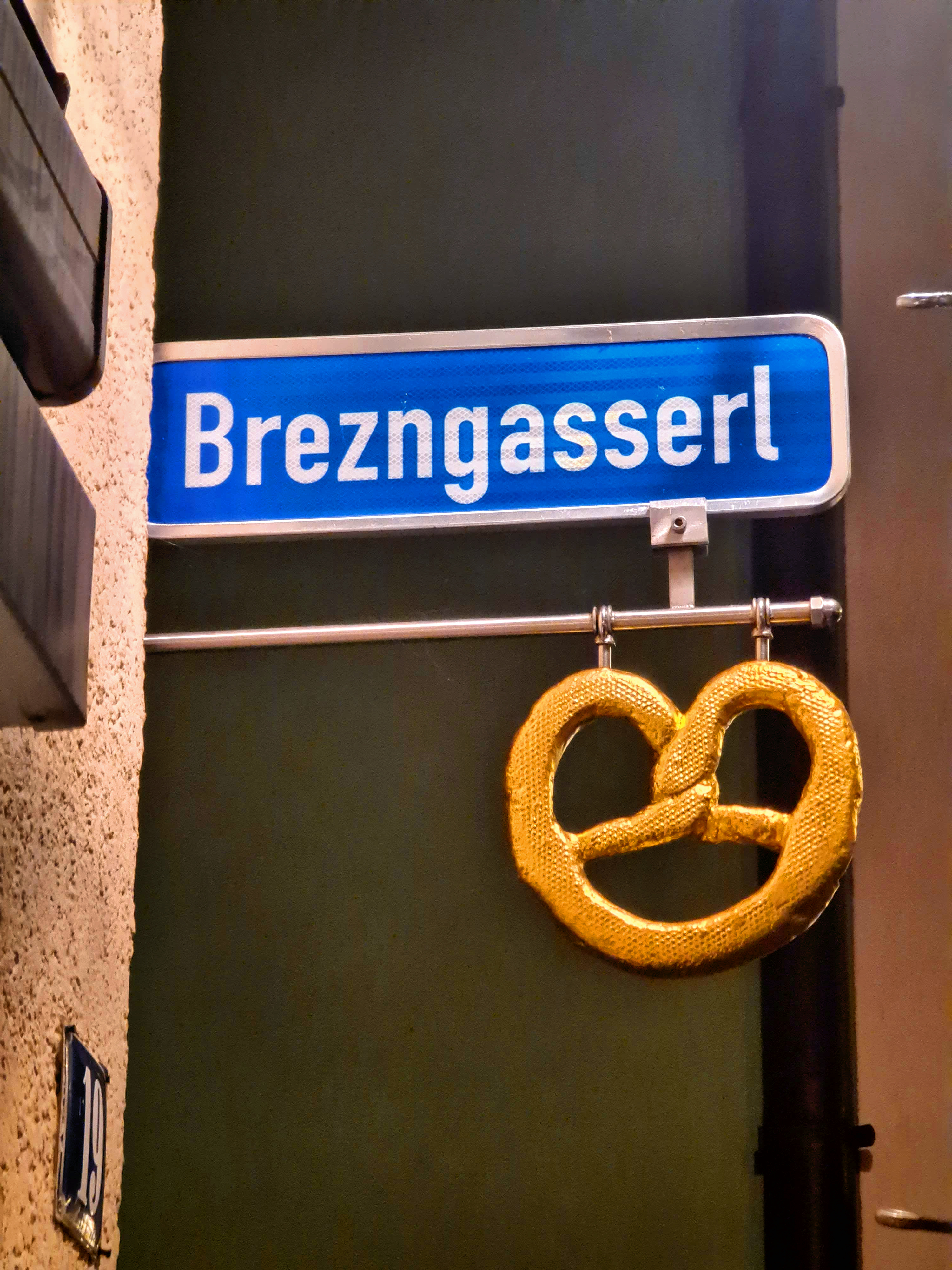
Ausleger für Brezngasserl in Fürstenfeldbruck (2023) ⊙
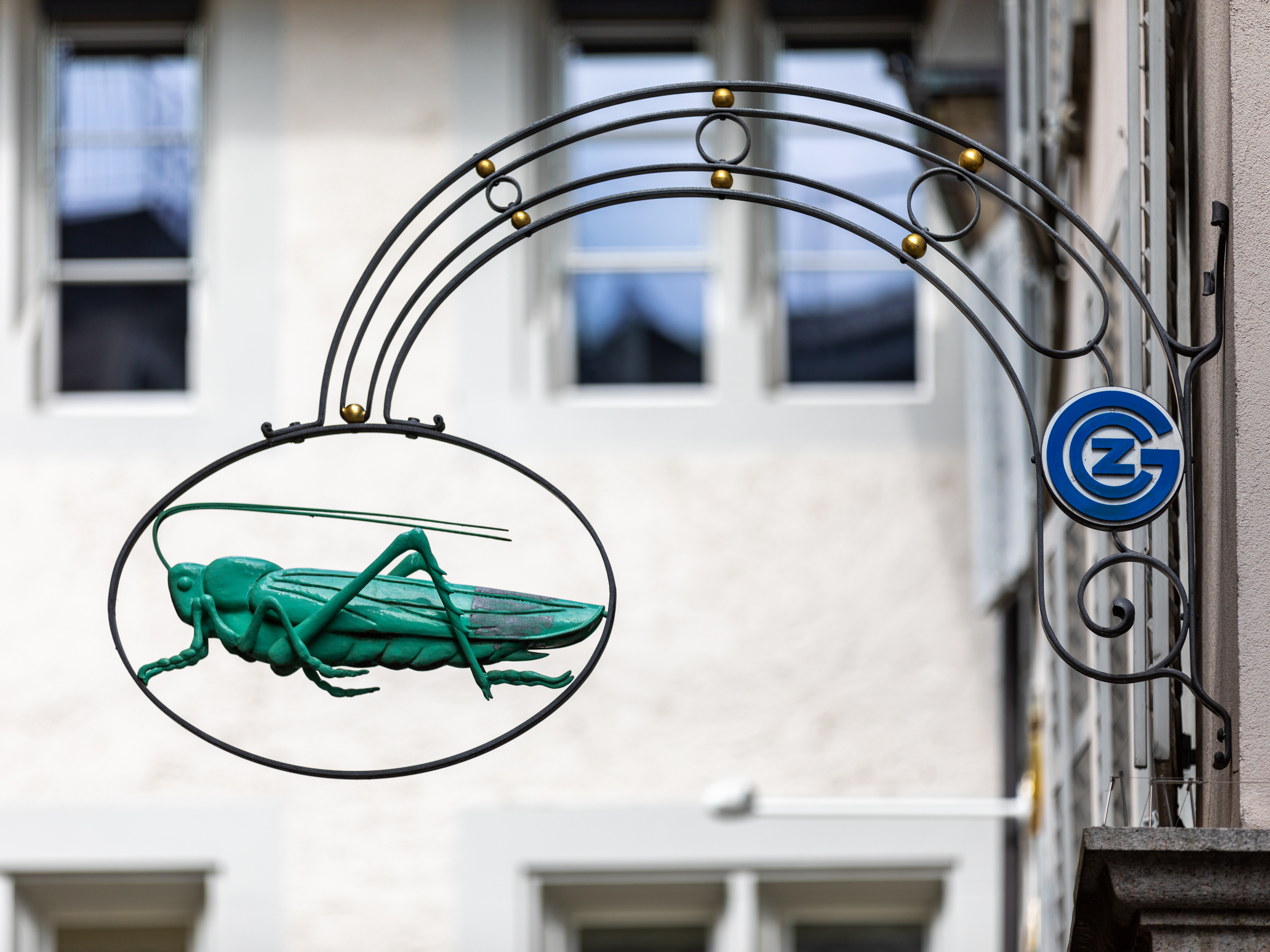
Grasshopper Club Zürich